# Revolució Industrial
La Revolució Industrial és el procés d'industrialització amb el conjunt de canvis econòmics i socials que aquest comporta.

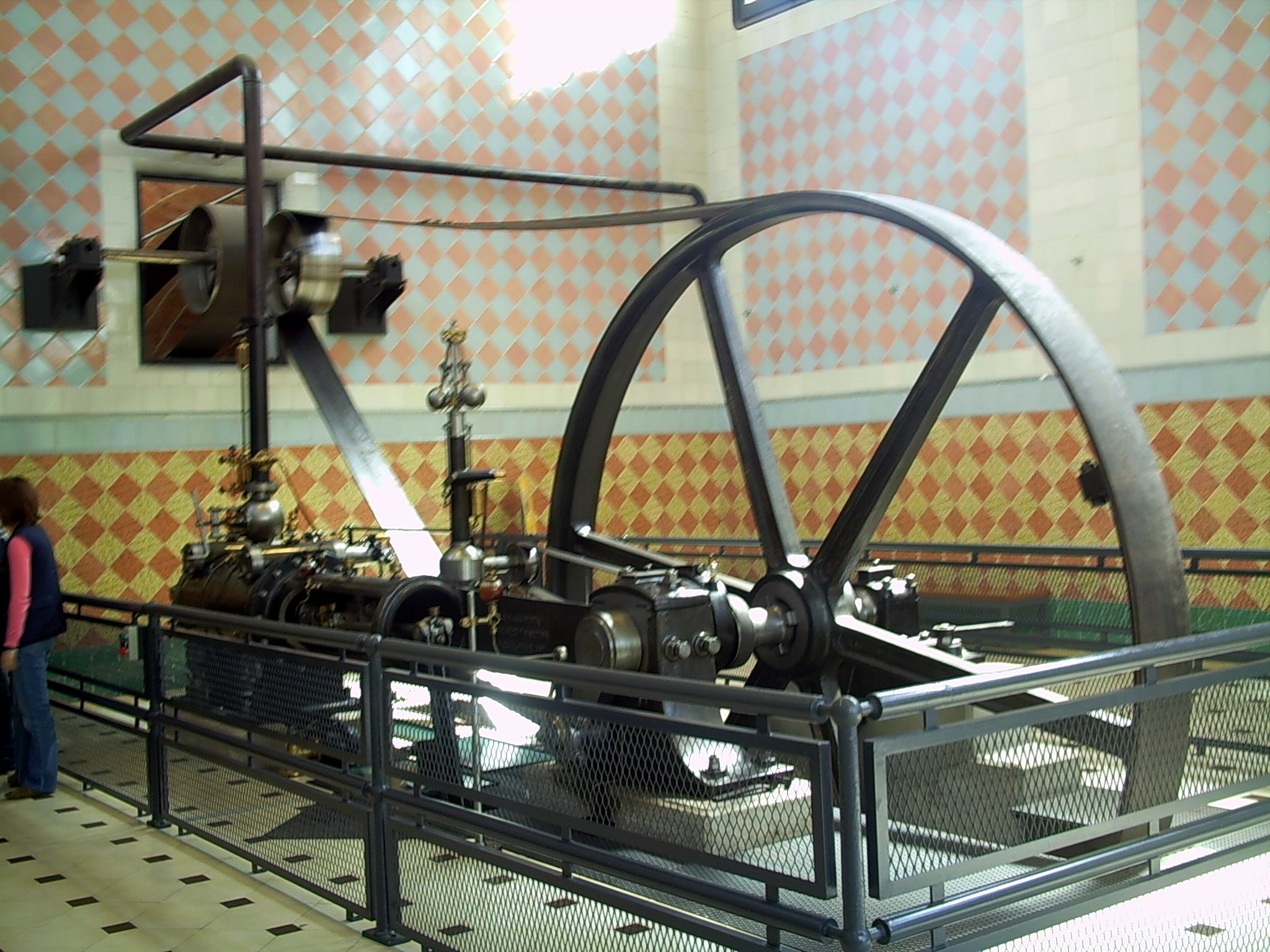
Màquina de vapor de l'antiga fàbrica tèxtil del Vapor Aymerich, Amat i Jover, ara seu del Museu de la Ciència i de la Tècnica de Catalunya a Terrassa. La màquina de vapor multiplicava la força obtinguda i reduïa la despesa d'energia humana

L'expressió aparegué a França entorn del 1820 per a designar el conjunt de canvis que es van produir a Anglaterra i Escòcia a la segona meitat del segle xviii. Els avenços tècnics —sobretot la màquina de vapor—, l'explosió demogràfica que s'inicià a partir del 1750 i l'èxode rural per la mà d'obra excedentària a l'agricultura van encapçalar canvis profunds de la societat.
Aquesta revolució marcà una ruptura en el curs de la història i transformà els éssers humans agricultors i ramaders en manipuladors de màquines. Així doncs, la Revolució Industrial modificà les bases econòmiques de la societat, que, de manera progressiva, es fonamentà en la producció industrial. Les ciutats es convertiren en centres superpoblats on hi havia els llocs d'habitatge i treball de la nova classe social, la classe obrera, que sorgí amb el maquinisme. L'existència d'aquest nou estatus social, format originàriament per camperols foragitats del camp, impulsà l'aparició de noves ideologies com el liberalisme i socialisme, que configuraren el món contemporani.
Aquest procés, iniciat a la Gran Bretanya, s'anà imposant lentament a la resta de països europeus —malgrat la manca de primeres matèries i de mercats—, als Estats Units i el Japó; progressivament s'estengué a altres parts del món. L'impacte d'aquest canvi sobre la societat fou enorme. A partir del 1870, es produí un nou salt en el desenvolupament del sistema capitalista quan la primera Revolució Industrial es fusionà amb l'anomenada segona revolució industrial. En aquesta segona fase, el progrés tecnològic i econòmic rebé un gran impuls amb la construcció de màquines alimentades amb vapor –que foren incorporades a vaixells i trens–, i a partir de 1873, l'aparició del motor de combustió interna i l'energia elèctrica.
Hi ha discrepàncies entre els historiadors pel que fa al període que durà la Revolució Industrial. Eric Hobsbawm defensa la tesi que la revolució s'inicià durant la dècada del 1780 i no es desenvolupà plenament fins als anys 1830 o 1840, mentre que T. S. Ashton manté que s'esdevingué, aproximadament, entre els anys 1760 i 1830.

## Definició
El concepte de Revolució Industrial defineix les grans transformacions econòmiques i socials que modificaren la societat europea entre el final del segle xviii i mitjans del segle xix, i també indica el gran desenvolupament industrial que comportà el triomf del capitalisme i de la societat burgesa.
Actualment, la majoria dels historiadors coincideixen a assenyalar que la Revolució Industrial fou quelcom més que el naixement de la indústria moderna. Perquè tingués lloc i produís el gran creixement econòmic que se'n derivà, calgueren una sèrie de canvis i de revolucions paral·leles que, interconnectades, constituïren el complex fenomen que coneixem com a Revolució Industrial.
Els canvis que, de manera conjunta, transformaren tan radicalment la vida dels éssers humans foren fonamentalment: el creixement de la població, la revolució agrícola, la revolució en el transport i el comerç, l'aplicació de la ciència a la indústria, i l'ampliació de la utilització de capital. Aquests canvis demogràfics, econòmics i tecnològics generaren transformacions socials de gran abast: la conversió de comunitats rurals en urbanes i l'aparició de noves classes socials.
Quan es fa servir la denominació en plural, les revolucions industrials designen les diferents onades d'industrialització que s'anaren succeint, ja que la Revolució Industrial fou un fenomen durador en el temps i amb una distribució geogràfica àmplia. El primer estat a industrialitzar-se fou la Gran Bretanya durant la primera meitat del segle xviii. Més tard, a la primera meitat del segle xix, s'estén per Bèlgica, Catalunya, França, Alemanya i els Estats Units. A la segona meitat del segle xix, arriba al nord d'Itàlia, els Països Baixos i Rússia. Fora del continent europeu cal destacar el cas del Japó, que es començà a industrialitzar-se a partir de 1868.
La Revolució Industrial va comportar canvis socials i una bona part de la població es va concentrar en grans nuclis urbans. L'enriquiment de la burgesia i el treball a les indústries van afavorir l'aparició d'una nova classe social, els obrers.

## El procés d'industrialització britànic

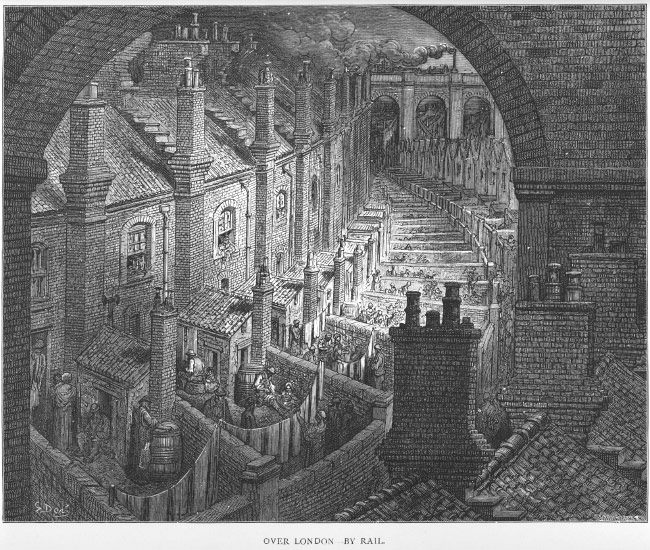
Barri industrial de Londres,
cap al 1870, per Gustave Doré.

La primera Revolució Industrial fou un procés gradual que tingué com a primer escenari la Gran Bretanya del final del segle xviii. Aquesta revolució representà el model clàssic de transformació d'una societat agrària en una d'urbana i industrial.
Les causes que feren de la Gran Bretanya el bressol de la Revolució Industrial són múltiples i reflecteixen, per una banda, una sèrie de fenòmens comuns en l'economia europea del 1700 i, per l'altra, la particular evolució econòmica, social i política a conseqüència de les revolucions angleses del segle xvii. I és que a Anglaterra hi actuaren de forma combinada un seguit de factors molt diversos: una força naval superior a la resta d'estats marítims, l'establiment d'un imperi colonial que li donà el control del comerç mundial, el capital necessari per dur a terme investigacions científiques i tècniques, el mateix comerç exterior, que li permeté acumular cada vegada més recursos, un sistema bancari desenvolupat, una gran llibertat comercial interior, una situació geogràfica que la deixà fora dels conflictes continentals, la desaparició de costums feudals en el seu sistema social, la doctrina de la igualtat davant la llei, la consolidació dels valors de llibertat civil i religiosa i una aristocràcia dominant que s'adaptà als canvis de les noves condicions econòmiques.
Tot començà amb la mecanització de la indústria del teixit, el desenvolupament de tècniques de fabricació del ferro i l'ús de carbó; posteriorment, les innovacions s'estengueren a altres sectors econòmics. L'expansió del comerç fou facilitada per la introducció de canals navegables, la millora de les carreteres i de la xarxa ferroviària. La introducció de la màquina de vapor, alimentada principalment per carbó, feu possible uns increments espectaculars en la producció.
Així doncs, les transformacions demogràfiques i econòmiques produïdes poden concretar-se en quatre àmbits:
1. La revolució demogràfica.
2. La revolució agrícola.
3. La revolució a la indústria, amb innovacions tècniques, en els sistemes organitzatius i en les fonts d'energia.
4. La revolució en el transport i en el comerç.

### La revolució demogràfica

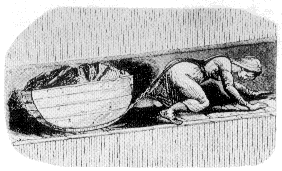
Condicions de treball en una mina de carbó.

L'augment de la població de la Gran Bretanya i d'Europa, en general, fou espectacular: el 1750, el continent tenia 140 milions d'habitants, que arribaren als 187 el 1800, i als 266 el 1850. El ritme de creixement fou particularment sensible a la Gran Bretanya, on es començà a notar a partir del decenni 1740-1750; entre aquesta dècada i l'any 1821 la població es duplicà, i el 1861 ja s'havia triplicat.
Aquest augment demogràfic fou el resultat d'un doble moviment: el retrocés de les taxes de mortalitat i el manteniment, o el lleuger augment, de les taxes de natalitat. La millora del nivell de vida afavorí la natalitat, ja que incrementà el nombre de matrimonis, mentre que feu retrocedir la mortalitat. Una alimentació més abundant i regular, que no depenia tant de les fluctuacions en les collites, provocà un retrocés en la incidència de les epidèmies, i feu possible, pràcticament, la desaparició en la mortalitat catastròfica, sobretot la infantil, a conseqüència de la millora de les condicions sanitàries i de l'alimentació. Els progressos mèdics i higiènics foren cabdals per reduir la mortalitat infantil.
L'augment de la població fou un estímul per al creixement industrial, ja que proporcionà mà d'obra abundant per la nova indústria i incentivà els productors perquè promoguessin determinades innovacions en les tècniques de treball. D'altra banda, també comportà la generalització d'un altre fenomen demogràfic, l'emigració, que es dugué a terme en dues grans direccions: la gent del camp marxava cap a la ciutat i, en un altre nivell, un gran nombre d'individus de la vella Europa emigrava a les colònies del Nou Món. D'aquesta manera, l'excés de població es compensà amb aquest fenomen migratori cap a Amèrica i a altres zones del planeta.

### La revolució agrícola

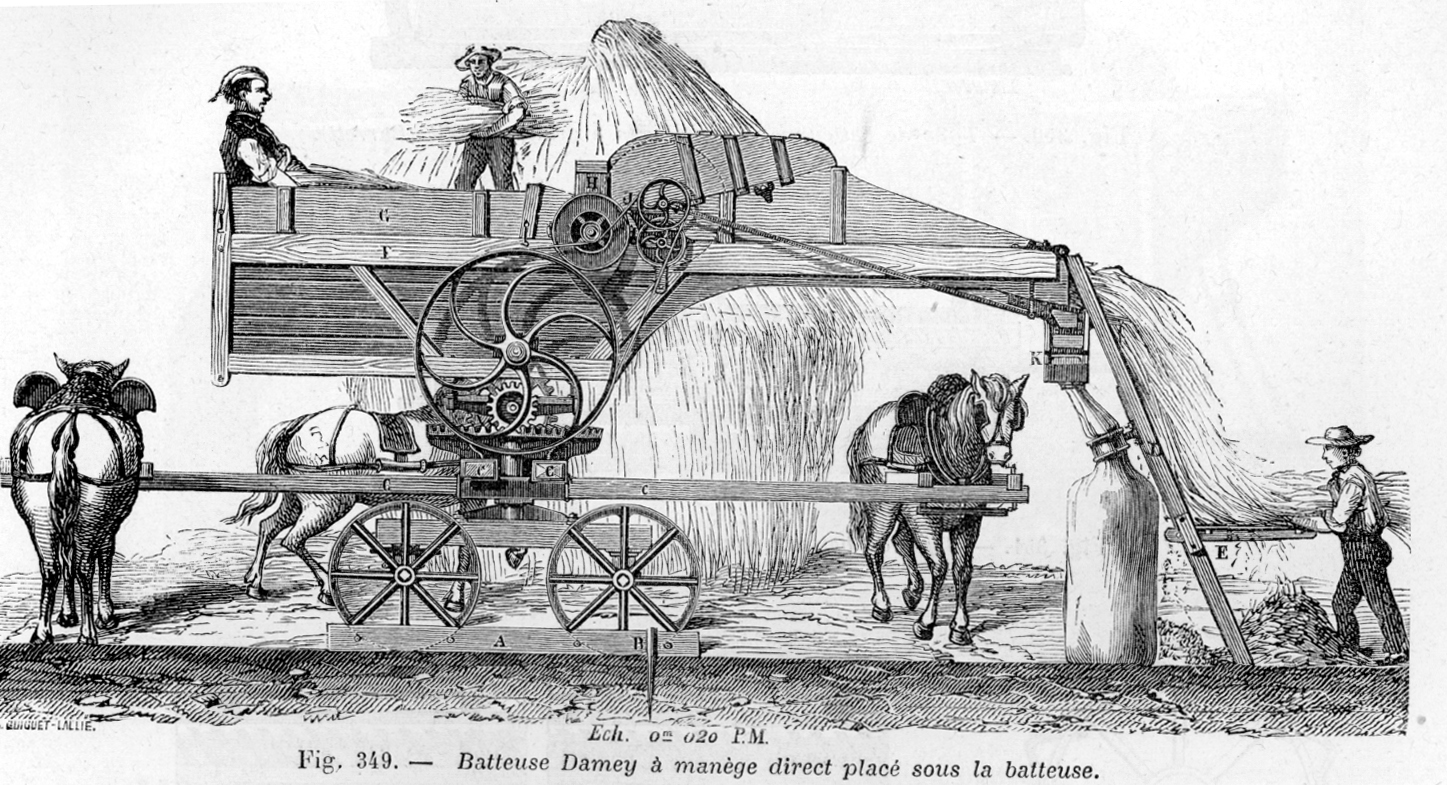
Dibuix d'una batedora l'any 1881.

L'increment de la demanda de productes alimentaris provocà que els propietaris de les terres s'adonessin de la necessitat d'augmentar la producció. L'excessiva parcel·lació de la terra, la seva irregular distribució i els drets comunitaris de camps oberts (openfields) de l'antic sistema dificultaven la producció. En aquest sentit, calia aplicar nous mètodes que permetessin millorar la productivitat, i això demanava una nova disposició del territori agrícola. En conseqüència, amb la nova mentalitat, els propietaris decidiren tancar els camps i crear unitats d'explotació de la terra més grans i completament individualitzades. Així, entre el 1700 i el 1810, el Parlament anglès votà centenars d'enclosures acts (lleis de tancament), que permeteren que els propietaris tanquessin les seves terres. Aquest procés comportava, d'una banda, la fi del vell sistema d'explotació senyorial, i de l'altra, l'expulsió de molts pagesos o la seva conversió en jornalers, ja que no tots els propietaris disposaven de mitjans econòmics per dur a terme el tancament; per aquest motiu, els petits propietaris es veieren obligats a vendre les seves terres i a emigrar cap a les ciutats, on es convertiren en obrers de les noves fàbriques.
La nova estructura de la propietat agrària permeté la introducció de noves tècniques de producció, que, en essència, foren:
- El conreu continuat en solcs. La sembra en solcs, que ja es practicava des del 1700, amb la col·laboració de l'ús de l'arada triangular, reduí considerablement la mà d'obra i el nombre d'animals utilitzats, ja que feu possible que es remogués la terra amb més rapidesa i efectivitat. També l'ús de la sembradora de Jethro Tull fou molt innovador; consistia en un dipòsit ple de llavors, una reixa de ferro per obrir el solc i un rastell per empènyer la terra sobre el solc i cobrir la llavor. Aquest sistema permeté enterrar la llavor i amagar-la dels ocells i, a més a més, permetia que el blat creixés en fileres rectes.

- Les noves rotacions de conreus, amb l'eliminació del guaret[13] i una relació més profitosa entre l'agricultura i la ramaderia. De manera progressiva s'anaren abandonant les antigues formes de rotació triennal de la terra i se substituí el sistema de guaret pel conreu de llegums i d'herbacis, un tipus de rotació de conreus anomenat sistema Norfolk i que amplià la quantitat de terres en explotació.

- El conreu de llegums i d'herbàcies feia possible que es pogués disposar de farratge per alimentar el bestiar a l'hivern, i alhora, en portar-lo a pasturar als camps s'augmentava, amb els fems, la fertilitat del sòl. Aquestes transformacions agrícoles serviren per alimentar amb més quantitat i qualitat la creixent població dels centres industrials i augmentà el poder de compra de la població rural, que, d'aquesta manera, pogué adquirir productes industrials, i també feu possible el subministrament d'una bona part del capital i de la mà d'obra necessaris per engegar la industrialització.[14]

### Noves tècniques, nous sistemes organitzatius i noves fonts d'energia

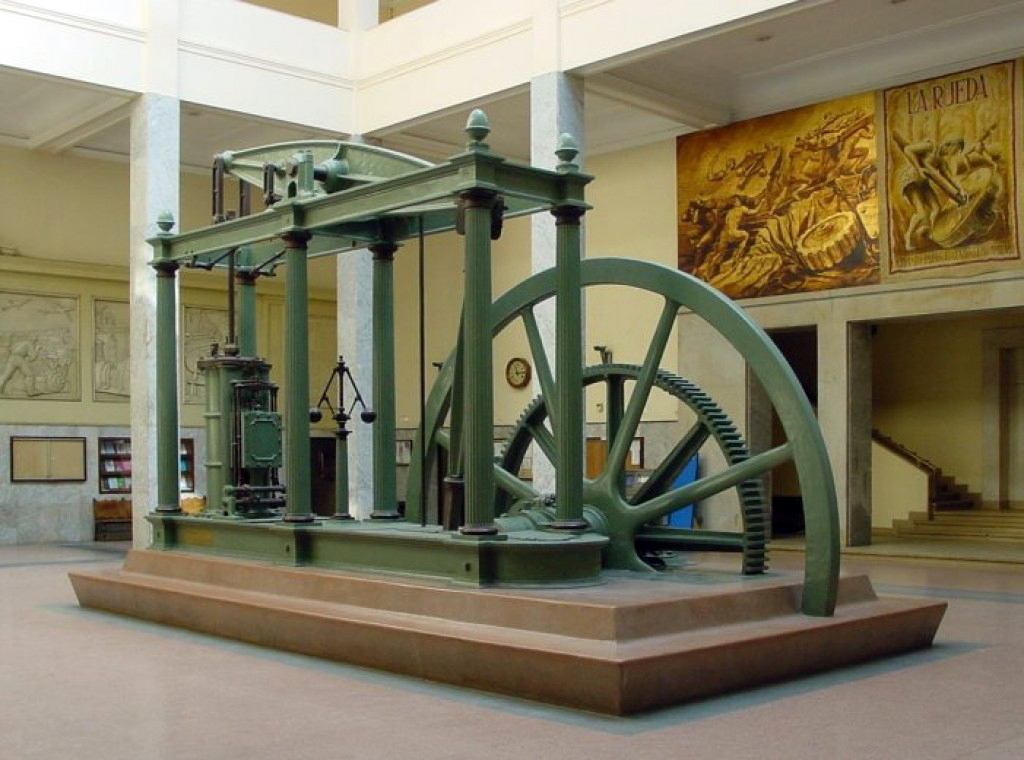
Màquina de vapor del tipus ideat per James Watt. El vapor d'aigua escalfada entrava en un cilindre de metall que contenia un èmbol. L'entrada de vapor pressionava l'èmbol cap amunt. Aquest moviment feia moure una barra que, al seu torn, accionava una roda dentada. Quan l'èmbol havia pujat i el vapor s'havia condensat, tornava a baixar. Amb aquest enginy, Watt contribuí de forma decisiva al desenvolupament de la màquina de vapor i convertí un projecte tecnològic en una manera viable i econòmica de produir energia.

Un dels factors que més contribuí al desenvolupament de la Revolució Industrial fou la iniciació d'un procés continu d'innovació tecnològica que tingué una aplicació directa en el millorament del procés productiu. L'aplicació àmplia i sistemàtica, com no s'havia produït en cap altre moment històric, dels avenços de la ciència i de la tecnologia industrial intensificaren i milloraren la producció industrial.
La troballa clau de la Revolució Industrial fou, sens dubte, la màquina de vapor, inventada ja l'any 1712 per Newcomen i que, el 1774, perfeccionà de manera substancial James Watt. L'aplicació de la màquina de vapor a la indústria tèxtil representà l'aprofitament de noves fonts d'energia basades en el carbó que, gràcies a la inversió en massa de capitals, feu possible que es pogués substituir o complementar l'esforç humà. Un altre material fonamental fou el ferro, que, alhora, provocà la intensificació de les explotacions mineres, i que s'havia de tractar amb tècniques especials per al seu posterior aprofitament industrial.
La utilització combinada d'aquests tres elements (màquina de vapor, carbó i ferro) feu sorgir l'anomenat maquinisme: amb l'aplicació de la màquina de vapor perfeccionada i el desenvolupament de la indústria de la metal·lúrgia es construïren màquines per les mines, les indústries i el transport.
A més del canvi tècnic, aparegué una nova organització industrial. Abans, els fonaments del sistema econòmic eren la manufactura, el taller i els gremis; en canvi, l'època industrial representà el domini de l'organització fabril, amb l'ajuda de la maquinària i la producció a gran escala i en sèrie, amb amos i obrers. Sorgiren, doncs, a través d'un procés lent però ininterromput, les noves empreses industrials, amb característiques completament diferenciades de les indústries artesanals. El treballador, ara, restà completament desvinculat del producte del seu treball i les relacions entre treballadors i empresaris es despersonalitzaren.

#### El naixement de la indústria moderna: el tèxtil

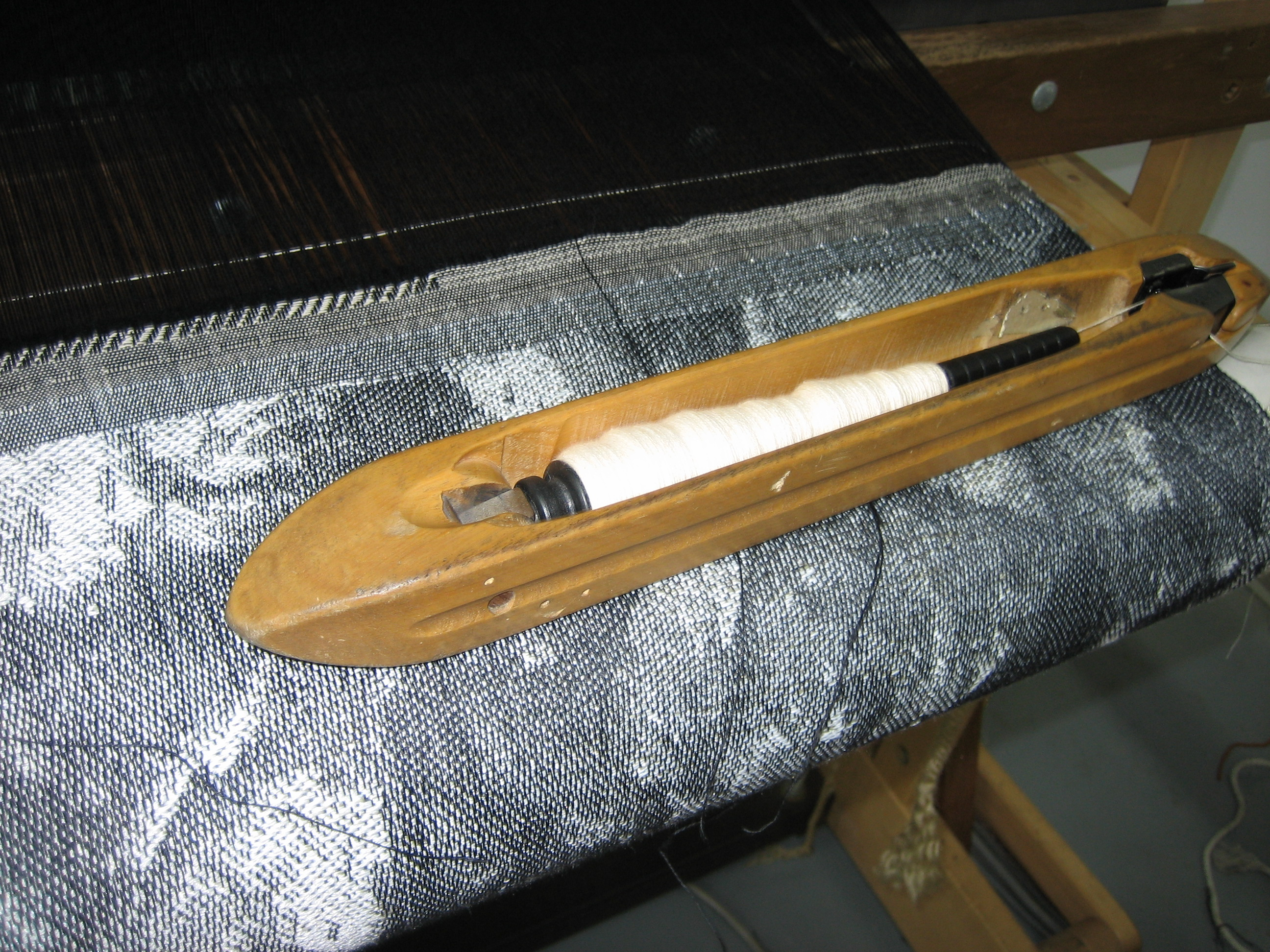
Llançadora volant inventada el 1733
per John Kay

La manufactura del cotó nasqué i es desenvolupà de manera associada al comerç colonial, especialment en l'àmbit britànic. Fins al principi del segle xviii, els productes de cotó arribaren quasi exclusivament de l'Índia i foren comercialitzats per grans societats empresarials, com la poderosa Companyia Britànica de les Índies Orientals; aquestes companyies toparen amb l'oposició de les manufactures locals de la llana i la seda, que veien en el producte un perillós competidor. Cap a l'any 1700, aquests productors de llana i seda aconseguiren la prohibició de la importació de les indianes, nom amb què es coneixien aquests primers teixits de cotó. Amb aquesta llei es donà via lliure a la formació de manufactures d'indianes que importaven la primera matèria, al principi de les colònies de les Índies occidentals i, des del 1790, de les plantacions conreades per esclaus del sud dels Estats Units.

Model de spinning jenny de James Hargreaves, 1765. Exposada al museu de Wuppertal, Alemanya. Fou una de les primeres innovacions de la Revolució Industrial.

En els seus inicis, una bona part de la producció tèxtil s'orientà a cobrir les necessitats del mercat interior, assentant la base per una economia d'intercanvis generalitzada i incentivant la millora del sistema de transport interior. Tanmateix, ben aviat la vertadera font de recursos per al creixement industrial fou el mercat exterior. Aquest nou mercat no presentava problemes de competència i feia possible l'obtenció de beneficis molt elevats, fet que permeté implantar de manera generalitzada la mecanització de la indústria tèxtil i l'aparició d'invents revolucionaris. Les dates i les innovacions tècniques de la indústria tèxtil que tingueren un paper decisiu en aquest procés foren, principalment:
- El 1733, quan John Kay construí un teler que teixia més ràpid gràcies a la llançadora volant.
- El 1767, quan James Hargreaves inventà una màquina de filar manual, la spinning jenny.
- El 1789, quan es construí el primer teler de ferro propulsat per una màquina de vapor.

El capital necessari per finançar les primeres indústries provenia tant dels beneficis de l'agricultura transformada en empresa capitalista com dels guanys del comerç ultramarí amb les colònies. Els beneficis s'invertiren en la construcció de drassanes i en les mateixes fàbriques tèxtils i metal·lúrgiques. En altres paraules, al principi la tecnologia de la indústria cotonera era tan simple que els capitals necessaris per posar-la en marxa foren relativament petits; en canvi, els beneficis eren tan elevats que permeteren que les empreses anessin creixent sense ajuts externs.

#### La siderúrgia
Als inicis dels avenços del tèxtil, les màquines eren de fusta, fins que Abraham Darby I (1732), per primera vegada, emprà el carbó de coc (hulla destil·lada dels seus elements suforosos) en un alt forn, cosa que donà el primer gran impuls a la indústria siderúrgica britànica. Tanmateix, calgué un segle perquè el carbó mineral substituís el vegetal definitivament, perquè, malgrat l'invent d'A. Darby, la indústria siderúrgica no feu un gran salt endavant fins al 1775, quan la màquina de vapor de Watt permeté d'utilitzar l'energia mecànica per la forja.
La demanda de ferro per la construcció de maquinària agrícola i industrial, de material de guerra i de la xarxa ferroviària constituí l'estímul per fer créixer aquesta indústria i propiciar-ne la millora tècnica. Dues innovacions augmentaren la capacitat productiva de la indústria del ferro: el procediment de pudelació, patentat per Henry Cort el 1783-1784, que millorava la qualitat del ferro quan es fonia, eliminant-ne el carboni i altres escòries, i el laminatge que permetia la transformació del ferro en barres. Aquestes tècniques es difongueren ràpidament i fixaren la localització de les indústries al costat de les carboneres: així sorgiren vertaderes regions on la mina i l'alt forn es confonien amb el paisatge. El carbó s'imposà perquè era més econòmic, més abundant i tenia més potència calorífica.
El 1740, un rellotger de Sheffield, Benjamin Huntsman, introduí ferro cimentat en un gresol refractari, que segellà i escalfà en un forn de foneria. Amb aquest procés aconseguí fabricar acer de millor qualitat, però les peces encara eren petites i tenien un alt cost econòmic.
El ferro es converteix en un element imprescindible per la fabricació de rails de les vies del ferrocarril, per les noves eines de l'agricultura i per màquines de qualsevol tipus. La producció de les foneries angleses entre 1750 i 1850 es multiplicà per 100. La siderúrgia fou el nou motor de creixement que rellevà el cotó pel que fa a produccions i a innovacions tècniques: el 1856 Henry Bessemer fabrica un convertidor, aparell que insufla aire al ferro fos per obtenir un acer més flexible. En qualsevol cas, els índexs de producció de ferro i acer assenyalen el nivell d'industrialització d'un Estat.

### La millora dels transports i les societats financeres

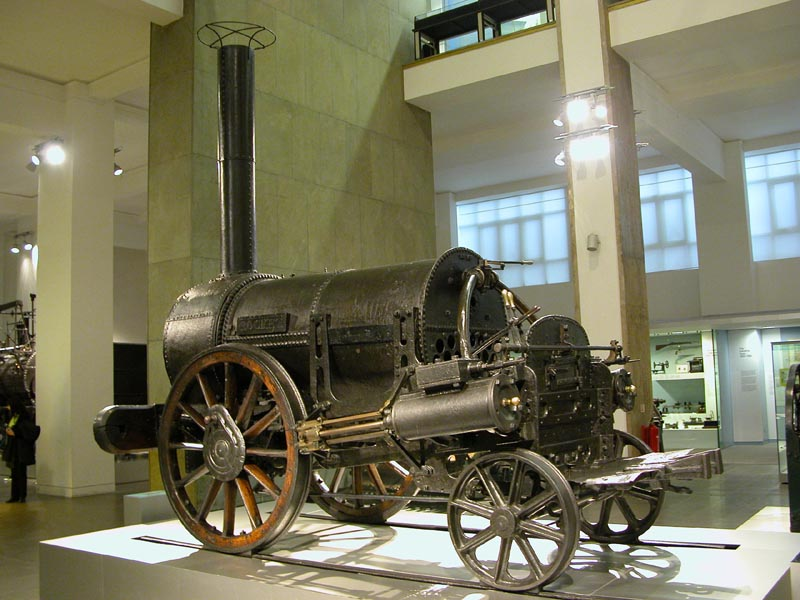
Fotografia de la locomotora Rocket (coet) de Stephenson, la locomotora que el 1829 triomfà en el concurs per escollir la màquina a emprar en la línia Liverpool – Manchester. Aquesta locomotora tenia avenços com la caldera de tubs, més fàcil d'escalfar, i la sortida de vapor per la xemeneia, que activava el tir del foc. A partir d'aquell moment Stephenson es convertí en un gran constructor de línies fèrries.

La millora de les vies de comunicació fou fonamental per crear les condicions adequades que permetessin una fàcil circulació dels productes agrícoles i industrials. Calia crear i millorar la xarxa de carreteres, incrementar la navegació fluvial, construir canals i aplicar la màquina de vapor en el transport fluvial, marítim i terrestre.
El desenvolupament de la navegació de vapor constituí el factor principal de la transformació dels transports durant la primera fase de la Revolució Industrial. Des del final del segle xviii es vol aplicar el vapor a la navegació, però només a principis del segle xix s'obtenen els primers èxits: Robert Fulton, als EUA, l'any 1807, amb el Clermont, feu progressar la navegació fluvial, i H. Bell, a Anglaterra, l'any 1812, amb el Comet, feu el primer servei comercial amb un vaixell propulsat amb vapor. El 1819 un primer vaixell de vapor creuà l'oceà Atlàntic.
L'expansió ràpida del ferrocarril correspon a mitjans del segle xix. Tanmateix, començà al voltant de l'any 1814, quan George Stephenson construí la primera locomotora a vapor que circulava sobre rails. Aquests intents culminaren amb la construcció del primer ferrocarril, de Liverpool a Manchester, que s'inaugurà l'any 1830. A partir de la dècada dels trenta el triomf del ferrocarril és evident, i es generalitza el seu ús. La primera locomotora significà un prodigi per l'estructura de la seva caldera i els seus procediments per avivar la combustió.
De retop, les necessitats del ferrocarril obriren una nova etapa de la Revolució Industrial vinculada a la indústria sidero-metal·lúrgica i a la necessitat de disposar de grans quantitats de ferro per la construcció de vies.
Aquestes noves necessitats serviren també per crear un mercat financer encara inexistent, que havia de permetre que es pogués disposar de grans quantitats de capitals, indispensables per la construcció del ferrocarril. Els grans beneficis obtinguts pels industrials anglesos del tèxtil i pels empresaris agrícoles pressionaven el mercat a la recerca d'inversions. Les possibilitats d'invertir en la indústria tèxtil i en la del ferro semblaven limitades. Els experiments de George Stephenson canalitzaren el diner disponible (aproximadament els beneficis d'un any) a la construcció de la xarxa de ferrocarril. En vint anys, els capitalistes aconseguiren vertebrar una xarxa fèrria i obtenir grans beneficis, i a més el ferrocarril permeté que l'agricultura obtingués més guanys perquè les regions van poder especialitzar-se en un únic producte.
Fou llavors quan es desenvolupà intensament el paper dels bancs, que començaren a créixer des del 1780, i de les societats financeres, que posaven en circulació els recursos necessaris per al desenvolupament industrial.

### La Revolució Industrial britànica: conclusió
La Revolució Industrial fou, doncs, un fenomen molt ampli, complex i de conseqüències imprevisibles en el moment en què s'inicià; només es pot explicar si es té en compte la presència simultània de tota aquesta sèrie de canvis importants, canvis que, en definitiva, formaren part d'un mateix procés.
En resum, des de mitjans del segle xviii a la Gran Bretanya convergeixen simultàniament o successivament diversos fenòmens que inicien una transformació radical: creixement de la població; revolució agrícola amb capitals sobrants i disposats a ser invertits en la nova indústria; noves primeres matèries (cotó i ferro) i noves fonts d'energia per moure les màquines (carbó i vapor) de les indústries del tèxtil i de la siderúrgica; innovacions tècniques constants, en què les universitats escoceses d'Edimburg i Glasgow es converteixen en pioneres de les aplicacions pràctiques de la ciència; la construcció de la xarxa de ferrocarrils, que suscità les inversions de capitals i l'expansió de la indústria siderúrgica, permeté l'especialització agrícola regional i fomentà el comerç; i, finalment, els canvis productius, que van esperonar canvis financers i de moviments de capitals.

## Efectes socials
En termes d'estructura social, la Revolució Industrial representà el triomf dels industrials i dels homes de negocis sobre la noblesa i l'aristocràcia. El sistema fabril consolidà, doncs, un accelerat procés de mutacions en el sistema econòmic i en l'estructura de la societat. Mentre el capitalisme, com sistema econòmic, s'imposava, la societat es polaritzava en dues classes socials: la burgesia i el proletariat. Els obrers trobaren feina a les fàbriques però, a canvi, havien de viure en unes condicions laborals pèssimes, amb llargues jornades laborals i un ritme de treball marcat per la cadència de les màquines. Tanmateix, les dures condicions laborals ja predominaven molt de temps abans que arribés la revolució industrial. En la societat preindustrial sovint les condicions laborals eren molt dures i les jornades laborals llargues.

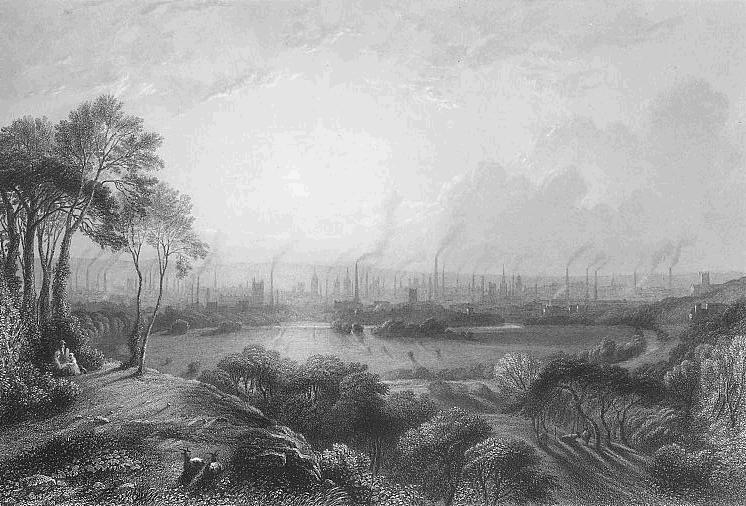
Manchester, Anglaterra ("Cottonopolis"), pintura del 1840. Mostra una ciutat plena de xemeneies de fàbriques. Fou la capital de la nova indústria tèxtil.

### Concentració urbana
El sistema de fabril fou, en gran part, responsable de les modernes ciutats i de l'emigració a aquestes de nombroses famílies a la recerca de feina industrial. Mentre les formes de vida artesanal desapareixien, milers de treballadors es concentraven a les ciutats industrials a causa del fort augment de la demanda de mà d'obra, necessària per les fàbriques, i la mecanització de les tasques agrícoles. Les indústries de la ciutat de Manchester, anomenada "Cottonopolis" i que en aquella època fou la primera ciutat industrial del món, il·lustra indiscutiblement aquest fenomen. Barcelona, una altra ciutat industrial, passà dels 175.000 habitants, el 1850, als 535.000, el 1900.
El creixement urbà no fou només fruit del flux de camperols que arribà com a mà d'obra, sinó també de l'increment de la natalitat a causa de la millora de l'alimentació i de les condicions higièniques. Aquest fenomen canvià l'aspecte de les ciutats: s'enderrocaren les muralles i s'urbanitzaren noves zones, els anomenats eixamples, on s'utilitzaren nous materials de construcció, com el ferro i el formigó, que feu possible aixecar edificis més alts i confortables. A Barcelona, tiraren a terra les muralles i Ildefons Cerdà dissenyà l'Eixample, on s'instal·là la burgesia industrial.

### Condicions de vida
La nova classe social obrera es veié sotmesa a unes condicions de treball que feien molt difícil la seva supervivència. A l'inici de la industrialització els obrers treballaven 12, 14 i 16 hores diàries a canvi d'un sou que era fixat de manera unilateral i arbitrària pel patró. Molt sovint, la situació higiènica i l'intens ritme de treball que existia a les empreses tèxtils i a les mines, provocaren malalties difícils de guarir.
L'Estat no donà cap protecció a la nova classe treballadora, ni tampoc establí cap mena de reglamentació laboral. Per tant, els obrers no tenien cap mena d'assegurança i podien ser acomiadats sense cap compensació ni atur. Inicialment, L'Estat només intervenia quan la llei i l'ordre estaven amenaçats, en cas de vaga o conflicte al carrer. Les primeres lleis que s'ocuparen de les condicions laborals foren promulgades pel Parlament britànic el 1802 i incidí especialment en la limitació de la jornada laboral dels nens, que es reduïa a 9 hores i s'imposava al patró l'obligació de donar-los instrucció. A mitjans del segle xix, la majoria dels governs dictaren les primeres legislacions obreres; per exemple, el 1843, a França es prohibí el treball dels menors de 8 anys.
El treball infantil i el de les dones s'havia generalitzat pel fet que cobraven salaris molt més baixos que els homes. Els infants tenien poques oportunitats de rebre algun tipus d'educació, i més aviat s'esperava que treballessis. Els empresaris podien pagar a un nen menys que a un adult tot i que la seva productivitat era comparable; a més no hi havia cap necessitat que el treballador tingués experiència en l'ús d'una màquina industrial.
Les condicions d'habitatge i d'alimentació eren molt dolentes; amb un nivell de vida molt baix els obrers industrials vivien amuntegats en nuclis suburbans amb unes pèssimes condicions d'habitatge: brutícia, contaminació, fum, i una manca generalitzada de serveis públics (clavegueram, aigua, neteja de carrers o sense espais oberts). Friedrich Engels descrigué les condicions d'habitatge com a deplorables on tota una família irlandesa s'amuntegava en un sol llit, amb cases de dues habitacions on vivien dues famílies o en soterranis humits d'un sol ambient on vivia més d'una família, de dotze a setze persones, i s'hi apilaven en una atmosfera pestilent. A Barcelona les condicions no eren diferents: hi ha constància que a una casa petita del carrer de Sant Antoni s'hi allotjaven cent quinze persones. A més la impossibilitat de construir més habitatges ni dins ni fora de les muralles provocà l'acumulació d'una gran quantitat de persones, i això facilità la propagació d'epidèmies.
Els baixos salaris no donaven per fer àpats gaire abundosos i amb poques proteïnes. Amb el que cobrava un obrer casat, afegint-hi el sou de la seva muller, una família treballadora amb dos fills només podia subsistir de manera miserable. L'atur forçós per malaltia o accident imprevist significava la paralització dels afers i la desatenció de les despeses del matrimoni.
A Catalunya, els obrers s'alimentaven a base de pa, llegums (faves, cigrons o mongetes seques), oli d'oliva i patates. La proteïna bàsica provenia de l'arengada, la sardina seca o un tros de bacallà un cop per setmana, porc i les deixalles de l'escorxador. Per beure, aigua i vi, encara que l'aigua podia estar contaminada i era millor no consumir-ne, alhora que el bacallà i les arengades ressecaven la gola i induïa als treballadors a beure vi i aiguardent.

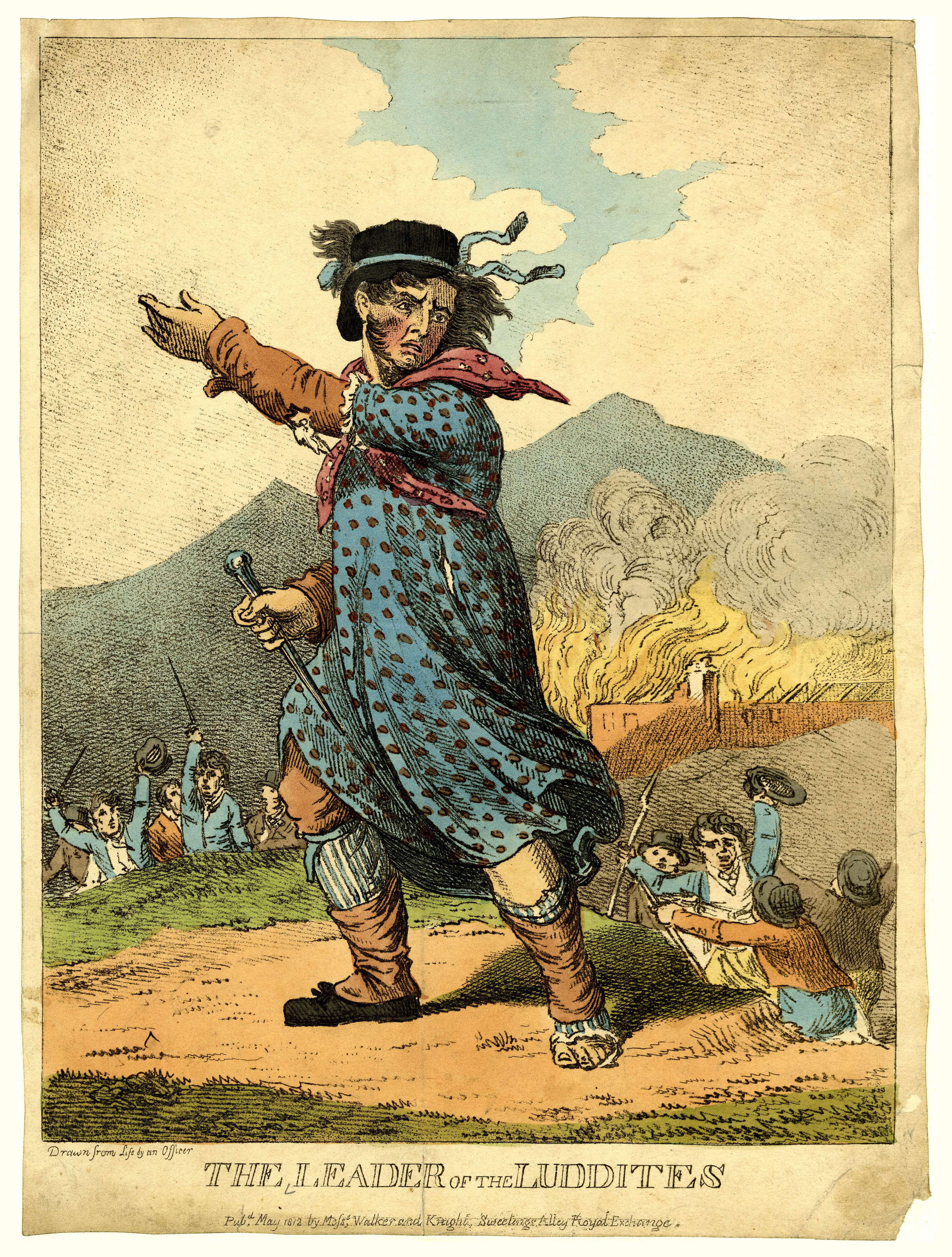
El líder dels Luddites
gravat de 1813.

### Primeres respostes obreres
La industrialització ràpida eliminà molts treballadors d'ofici de les seves feines. A la indústria tèxtil molts teixidors es trobaren de cop i volta desocupats perquè no pogueren competir amb màquines que només exigien un treball relativament limitat i inexpert. Molts treballadors sense feina, teixidors i artesans, dirigiren la seva animositat contra les màquines que els havien pres les seves feines, que es concretà en la destrucció de fàbriques i de maquinària. Aquests atacants eren coneguts com a luddites, és a dir, seguidors de Ned Ludd. Els primers atacs del moviment luddite començaren l'any 1811; el moviment guanyà popularitat molt ràpidament, i el govern britànic aplicà mesures dràstiques per protegir la indústria.
A Barcelona, la tarda del 5 d'agost del 1835, obrers de diverses fàbriques de la ciutat anaren a El Vapor, la primera fàbrica tèxtil que incorporava màquines de vapor, i mataren tres tècnics estrangers i després calaren foc a l'edifici per destruir la maquinària. Vuit treballadors més resultaren greument ferits. Les autoritats, desbordades pels esdeveniments, detingueren quatre obrers que, semblava, havien participat en els aldarulls i els penjaren. Així, doncs, els motius dels obrers, a Anglaterra o a Catalunya, foren els mateixos: la por que les innovacions tecnològiques els portés a l'atur i a la misèria.
Més enllà de la destrucció de màquines, les pèssimes condicions laborals i salarials foren una font permanent de conflictes que impulsaren les primeres formes d'organització i de lluita i, a la llarga, originaren una consciència obrera que definia noves formes econòmiques, socials i polítiques d'organització social. Les principals accions que dugueren a terme, per tal que les seves reclamacions fossin satisfetes, foren les vagues i les manifestacions.
El procés de formació de la classe obrera industrial comportà, doncs, l'aportació d'ideologies noves, de noves formes d'organització política i social i d'una conflictivitat que enfrontà obertament treballadors i capitalistes.
El dret dels treballadors d'associar-se en sindicats fou reconegut per primer cop a la Gran Bretanya el 1825. A Catalunya, el primer sindicat fou la Societat de Teixidors, que es constituí l'any 1840; però aviat fou il·legalitzat i els seus dirigents empresonats. A l'Estat espanyol no es reconeix el dret a vaga fins al 1902. Dos anys més tard, els sindicats aconseguiren que el diumenge fos declarat festiu. Fins a l'any 1919 no obtingueren la jornada laboral de vuit hores diàries, de dilluns a dissabte.

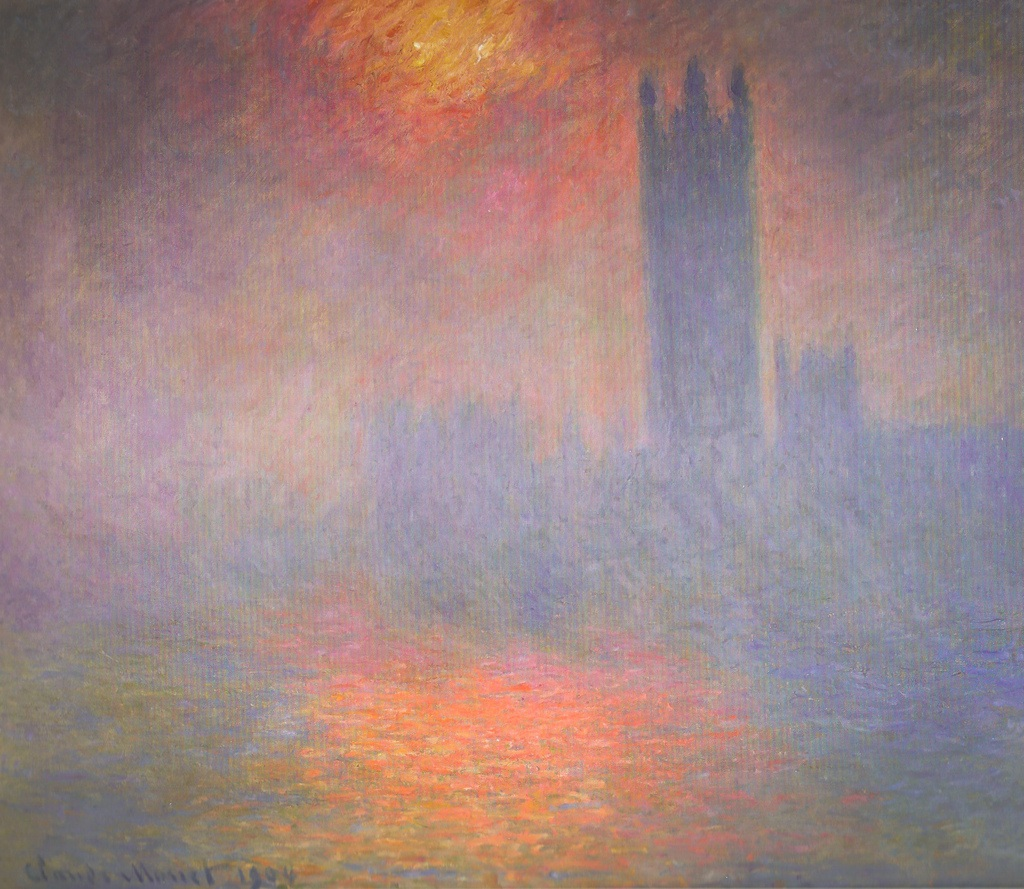
Claude Monet va realitzar diversos viatges a Londres entre 1899 i 1901, durant els quals va pintar vistes al Tàmesi i a les cases del Parlament que mostren el sol que lluitava per brillar en l'atmosfera carregada de fum de Londres.

## Efectes ambientals de la Revolució Industrial
La demanda d'energia portà a la utilització intensiva del carbó mineral, amb l'increment de l'activitat minera i sobre tot de la combustió d'aquest. En les zones de concentració industrial i urbana hom feu habitual la contaminació atmosfèrica per fum i sutges i en algunes condicions més particulars el boirum.
La siderúrgia també va provocar l'expansió i multiplicació de les explotacions mineres.
Arran de la industrialització ha anat incrementant-se la concentració de diòxid de carboni a l'atmosfera, procès que ara comença a ser abordat per la majoria d'estats.

## Difusió de la Revolució Industrial
Les dècades centrals del segle xix representaren l'extensió de la industrialització al continent europeu. França, Bèlgica, Alemanya, els Països Baixos i Suïssa foren els estats on primer es desenvolupà la industrialització. A la resta del continent, el procés fou molt desigual: els estats escandinaus i Àustria tot just iniciaven el procés; l'Europa oriental continuava en ple Antic Règim, llevat d'alguns nuclis industrials aïllats (Ucraïna, Moscou, Sant Petersburg o Polònia) i, finalment, els estats de l'Europa mediterrània patiren greus desigualtats entre el nord i el sud del país. Així, a Itàlia tan sols aparegueren indústries al nord, mentre el sud continuà endarrerit, i a l'Estat espanyol tan sols s'industrialitzà Catalunya, el País Basc i Astúries. La resta, especialment, Andalusia i Castella seguiren sent centres bàsicament agrícoles.
Mentre Catalunya anava de cap vers la revolució industrial, al País Valencià no n'hi hagué tanta importància de la indústria i els recursos es canalitzen cap a l'agricultura d'exportació (vi i taronja), amb alguns indrets industrials a les zones on el rendiment de la terra era menor (Alcoi, Vall del Vinalopó). La represa industrial no es produirà fins a mitjan segle xx. A les Illes Balears les reduïdes dimensions del mercat local i la proximitat de la indústria del Principat impossibilitaren una industrialització pròpia que restà limitada a activitats molt concretes. I la Catalunya Nord restà com una regió agrícola, pràcticament amb un monocultiu de vinya i fins de la dècada dels seixanta del segle passat quan inicià la diversificació de la seva estructura productiva (turisme i distribució productes agrícoles).

### Catalunya

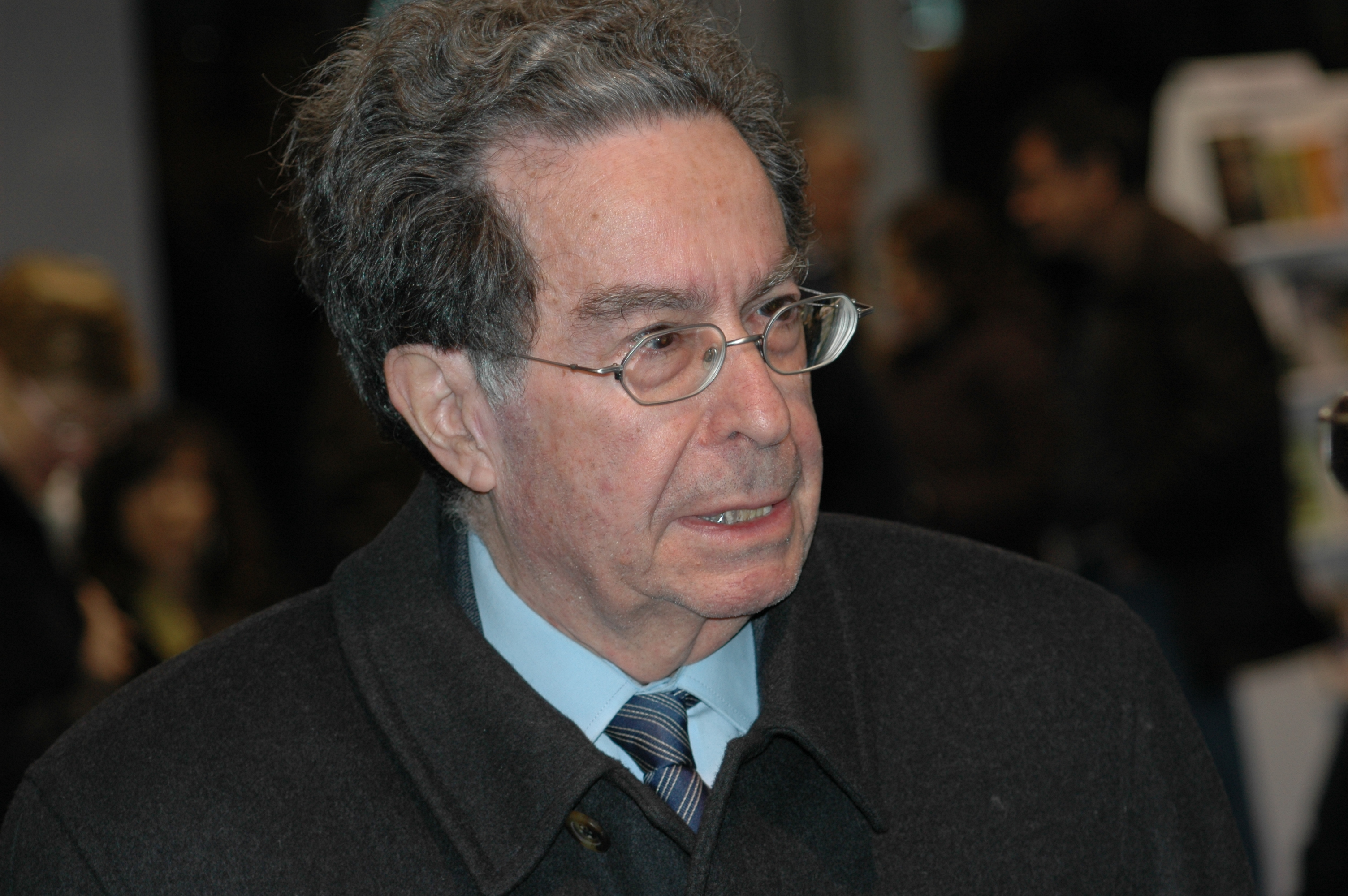
Francesc Cabana, qui ha analitzat la història dels industrials a Catalunya entre els segles XIX i començaments del XX

Malgrat la manca de matèries primeres, de fonts d'energia, d'un Imperi exterior que proporcionés un comerç de gran abast i d'una flota de vaixells pròpia, Catalunya realitzà la Revolució Industrial al mateix temps que Anglaterra. Les raons socials i econòmiques que facilitaren que Catalunya reeixís en la industrialització són variades. Francesc Cabana í Josep Fontana apunten les següents:
- Tradicionalment, Catalunya ha tingut tendència a viatjar cap al nord i sovint ha importat allò que semblava més útil.
- L'activitat industrial catalana fou una actitud vital de tota una societat, encapçalada per industrials com Manuel Girona fundador del primer Banc de Barcelona, pels germans Bonaplata que instal·laren la primera indústria a vapor de la península Ibèrica, per la Junta de Comerç que creà escoles tècniques per suplir la manca d'universitats,[26] pels polítics que saberen pressionar per tal que s'eliminessin les traves comercials amb Amèrica, pels camperols que s'instal·laren filadores mecàniques a les seves cases, ... Catalunya, col·lectivament, es llençà a la modernitat.[27]
- El capital s'alimentà de les fortunes amassades amb el comerç de l'aiguardent que servia per comprar esclaus a Guinea i cotó, cacau, tabac o sucre a Amèrica. Altres comerciants instal·laren empreses pròpies a Amèrica, i molt especialment a Cuba; aquests empresaris injectaren capitals suficients al país per endegar la industrialització, invertint en maquinària nova, en comprar matèries primeres, en obrir fàbriques i en comercialitzar amb els països capdavanters de la industrialització.
- Copiaren el model de revolució anglès malgrat que les condicions de partida no eren les mateixes. Així, s'havia de comprar el cotó a Geòrgia o Alabama, descarregar-lo al port de Barcelona, enfilar en mules el riu Llobregat fins a Berga i rodalia. Un cop filades es convertien en fusos i tornaven a les ciutats pel tissatge. En alguns casos, els catalans feren aportacions significatives a la Revolució Industrial; seria el cas de Ramon Farguell, Jacint Barrau i Ferran Casablancas.

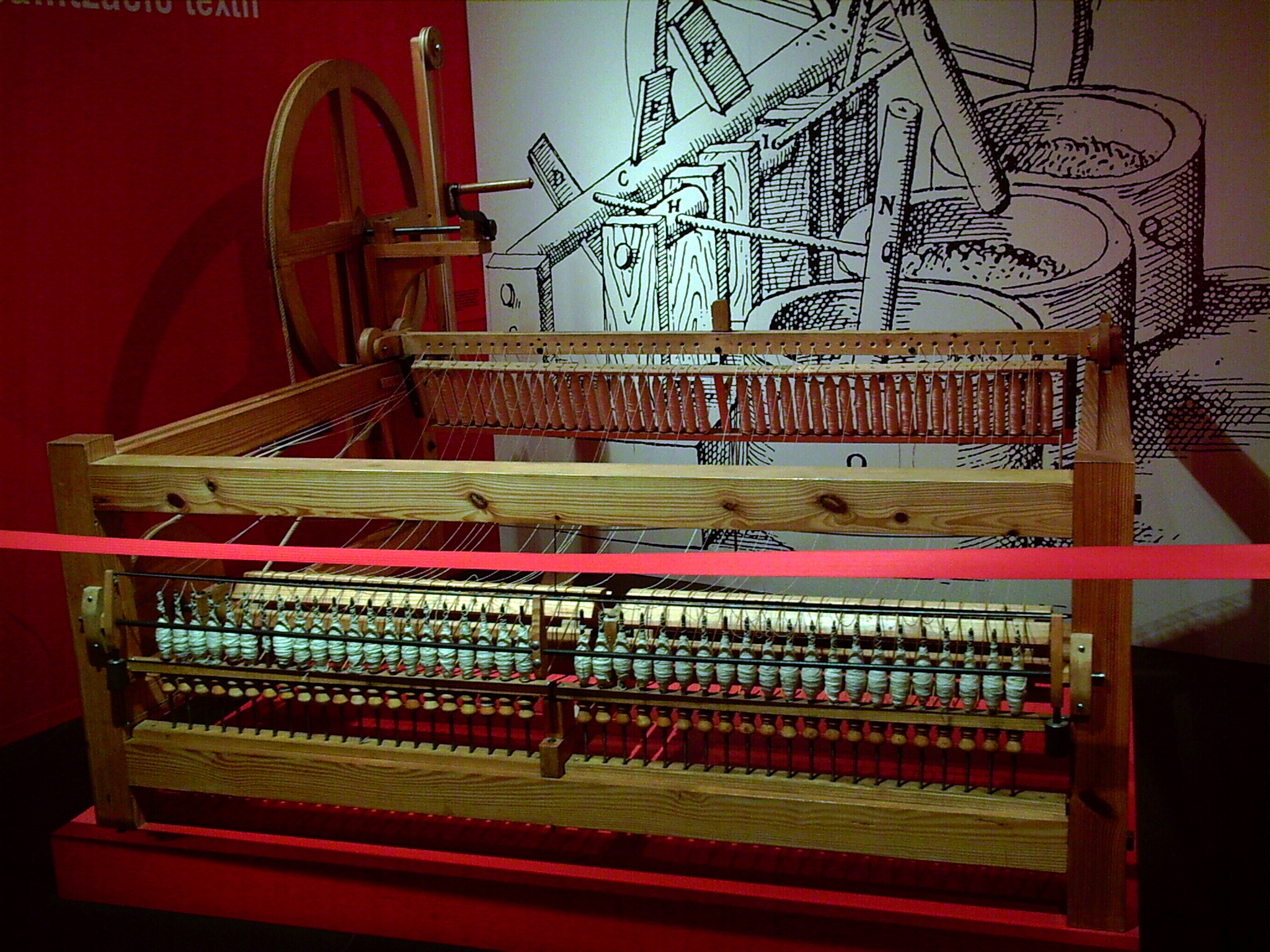
Filadora maixerina o berguedana, dissenyada pel fuster de Berga, Ramon Farguell, dit el Maixerí, cap al 1789, amb la que un sol filador podia filar fins a 130 fusos. Al Museu de la Ciència i de la Tècnica de Catalunya, Terrassa.

#### Segle XVIII. Les fàbriques d'indianes i la Junta de Comerç
Els orígens de la industrialització catalana cal cercar-los al segle xviii quan, finalment, s'autoritzà el lliure comerç de Catalunya amb Amèrica, fet que augmentà la producció de la manufactura de la llanera, del ferro i del paper; base de l'activitat comercial i d'un nou tipus d'indústria: la fàbrica d'indianes, dedicada a l'estampació de teixits lleugers. Tanmateix, com en el cas anglès, fou la producció del cotó la que donà l'impuls modernitzador: 
| « | Catalunya políticament enfonsada, personalment desfeta, serà alçapremada i refeta pel treball. Les fàbriques es multipliquen. El 1746 no es fabricava a Barcelona ni una sola vara de teixit de cotó. Aquell any Joan Pau Canals, després baró de Vall-Roja, estableix la primera fàbrica d'estampats d'indianes; el 1767, a Barcelona, solament, ja en funcionaven vint; el 1779, després de la pragmàtica proteccionista de 1771, en funcionaven vint-i-cinc, més nou de teixits de llana amb 3.000 obrers el 1792 la indústria cotonera n'ocupava a Catalunya 80.000. Les indústries del cuiro eren també pròsperes, i vers la fi del segle xviii, Catalunya arribava a exportar a la resta d'Espanya i a les Índies 700.000 parells de sabates cada any. Mantenien una certa reputació les fàbriques de vidres de Barcelona, Mataró i Palma. Era important la fabricació d'aiguardents. | » |

Catalunya no només produïa, sinó que innovava. El 1760 es creà la Junta de Comerç de Barcelona, autoritzada per Carles III. Tres anys després la Junta fou constituïda definitivament, i la seva tasca consistí a abraçar els tres rams de l'activitat industrial, agrícola i mercantil. I no sols es preocupà del comerç amb Amèrica, sinó també del comerç amb el Llevant; creà o amplià escoles com la de Nobles Arts, impulsà investigacions erudites d'alta volada, sostingué institucions de beneficència, estimulà l'adaptació d'invents a la indústria catalana, etc. Fou un dels principals artífexs del ressorgiment de Catalunya.
Durant el segle xviii es concatenaren altres factors que, tots junts, feren possible la Revolució Industrial de Catalunya: 
- Es produí un important increment de la població, especialment a les comarques costaneres.[30]
- Catalunya experimentà un important augment de la producció agrària, particularment en la producció de vins, a causa de millores en les tècniques i l'especialització en el conreu de la vinya i la indústria de les destil·leries.
- El comerç interior i exterior dels productes agrícoles aportà el capital necessari per estimular la demanda de teixits de llana i cotó; és a dir, la comercialització dels productes agraris produí uns beneficis que es reinvertiren en les noves fàbriques industrials.
- Finalment, al llarg del segle xviii, les fàbriques d'indianes desenvoluparen la mecanització de la indústria tèxtil. Així, les primeres màquines, encara manuals, s'importaren d'Anglaterra, però aviat s'assolí la capacitat d'innovar: el 1790 el fuster de Berga, Ramon Farguell, revoluciona els processos de filat amb la creació de la maixerina o berguedana, una màquina que convertí el Berguedà en un dels principals centres cotoners del país i preparà el camí cap a la màquina de vapor.

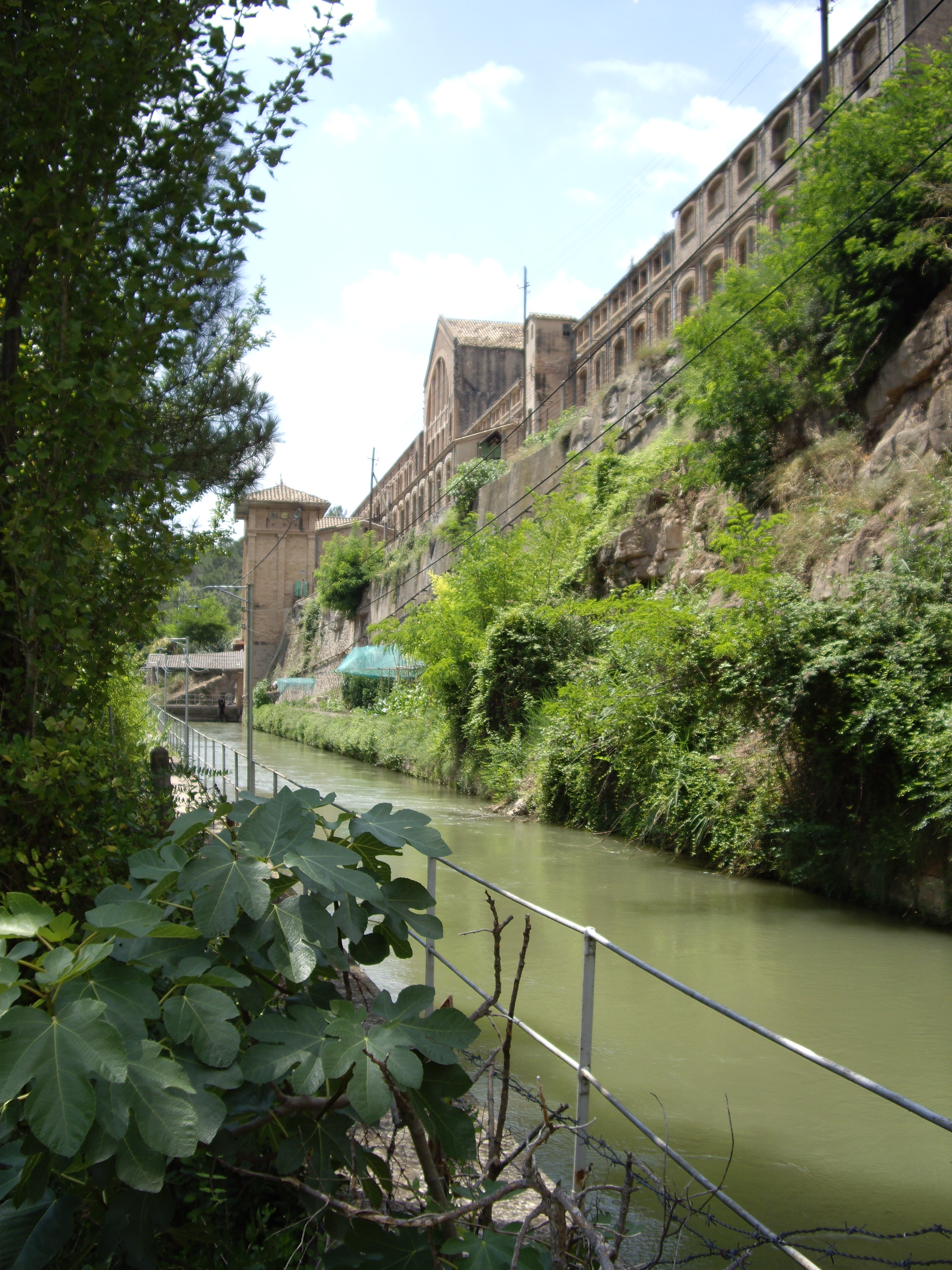
La Colònia Vidal, a Puig-reig, ha conservat tot el seu patrimoni industrial dels inicis de la Revolució Industrial. La colònia constava d'un complex fabril dedicat al filat i al teixit del cotó, i una zona residencial on vivien els obrers amb tots els serveis bàsics (botigues, safareig, església, farmàcia i escola). A la fotografia, en primer terme, s'observa el canal per aprofitar la força de l'aigua.

#### Seglexix. Fàbriques i colònies industrials
L'arrencada definitiva en el tèxtil esdevingué a partir de la tercera dècada del segle xix. L'any 1832 s'instal·là a Barcelona la primera fàbrica de tot l'Estat espanyol que emprà la màquina de vapor per moure les màquines de teixir i filar: El Vapor dels germans Bonaplata. La Igualadina Cotonera, també anomenada Vapor vell es construí a Igualada entre 1841 i 1842 i fou un dels principals centres manufacturers de fil i teixits de cotó. Entre 1844 i 1848, la família Güell construí un altre vapor, El Vapor Vell, a Sants. A partir de 1844 es fundaren altres vapors a diverses ciutats com, per exemple, El Vapor Nou –una fàbrica que pertanyia a la societat de l'Espanya Industrial fundada a Sants l'any 1847–, o La Fabril Cotonera a Reus. A més, empreses de petites i mitjanes dimensions, juntament amb treballadors que realitzen tasques industrials en el mateix domicili, foren els protagonistes que integraren el procés de fabricació tèxtil del país. El segle xix es caracteritzà per la febre d'or i la industrialització del país.
Aquests importants centres fabrils toparen amb la manca de matèries primeres com el ferro i el carbó, que s'havien d'importar i que, de retruc, impedí el desenvolupament d'una indústria siderúrgica important; i també es trobà amb la manca de mercats perquè, d'una banda, el mercat estatal tenia un poder adquisitiu molt baix i, de l'altra, la independència d'Amèrica havia comportat la pèrdua del comerç colonial. Malgrat aquests problemes, els empresaris innovaren. Així, la manca de carbó esperonà als empresaris a cercar una energia alternativa com fou l'aprofitament de la força de l'aigua. El mecanisme s'aconseguia mitjançant la construcció de canals i rescloses per conduir l'aigua dels rius i amb la incorporació d'una turbina a la roda hidràulica per multiplicar-ne la potència i ajustar l'entrada d'aigua a un rendiment constant. Per aquest motiu, a la vora dels rius Llobregat, Ter, el Fluvià i els seus afluents s'instal·laren fàbriques, especialment les de filats, mentre les de teixits es concentraven a Barcelona, Manresa, Igualada, Vilanova, Sabadell, Terrassa, Reus, Salt de Girona i diverses poblacions del Maresme. Foren els "passadissos industrials catalans", artèries puixants de circulació econòmica de Catalunya, impel·lits pel port de Barcelona.
En síntesi, el procés d'industrialització català va tenir unes característiques que el vincularen a les economies més avançades.

### La resta del continent europeu

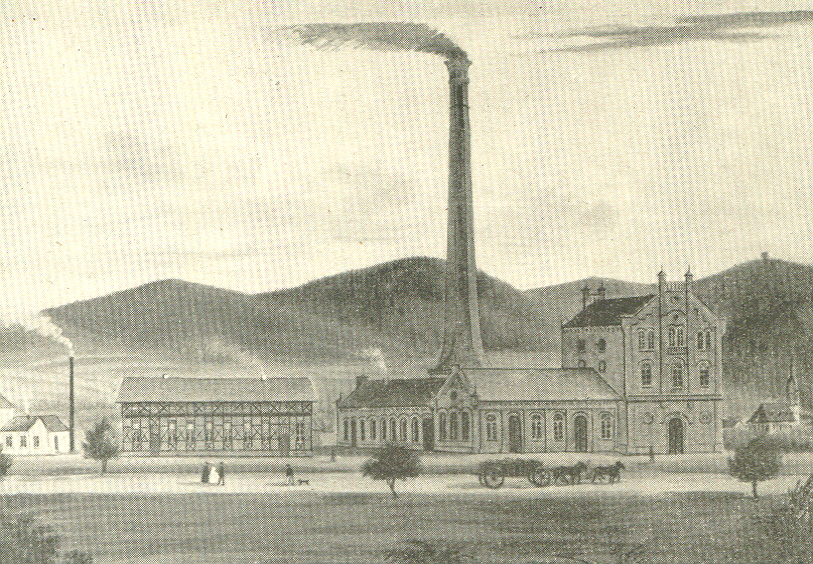
Indústria a Ilmenau (Turíngia)
(dibuix de Carl-August-Schacht de 1860).

Diversos estats assajaren la innovació tecnològica i la producció a gran escala:
- A França la revolució industrial s'interrompé a causa de la Revolució Francesa i de les Guerres Napoleòniques, que de retruc causà unes taxes de natalitat baixes i l'envelliment de la població. Tanmateix, França es convertí en una de les potències industrials gràcies als teixits i la siderúrgia. La revolució industrial es consolidà a partir de 1850 a causa de les inversions en la xarxa ferroviària. El model d'industrialització de França es fonamentà en el seu propi mercat rural.

- Bèlgica s'industrialitzà de manera notable a partir de la separació del Regne Unit dels Països Baixos, fet que denota la importància de tenir una política estatal dirigida a la industrialització. L'any 1835 es construí el primer ferrocarril i el 1847 s'establí la primera línia telegràfica entre Brussel·les i Anvers.

- A l'àrea germànica la Revolució Industrial fou més complexa perquè Alemanya no quedà unida fins al 1871. En conseqüència, hi havia diferents mercats, models polítics, situacions socials i possibilitats econòmiques. La zona del Ruhr seguí el model britànic, amb l'explotació de mines i siderúrgia com a sectors claus, amb capitals francesos i patents i tècnics anglesos. A la zona oriental, en canvi, la industrialització no va eliminar l'agricultura. A tot el territori, l'increment demogràfic serví d'estímul i la xarxa ferroviària jugà el paper de motor perquè augmentà la producció de ferro, acer i carbó.

- A l'Imperi Austrohongarès, la regió de Bohèmia i Silèsia, rica en carbó, es convertí en el centre industrial proveïdor del mercat de Viena, mentre Hongria es mantingué com un estat agrícola i subministrador de primeres matèries.

- Rússia començà la industrialització quan altres estats ja iniciaven la segona revolució industrial. El procés rus es caracteritzà per la intervenció estatal, poca presència d'empresaris, un mercat feble i el paper fonamental del ferrocarril. Les importacions de béns d'equip i maquinària ferroviària exigiren una gran quantitat d'exportacions i de deutes, fet que obligà a vendre cereals. Així, l'entrada de productes industrials s'equilibrava amb la contracció del consum de béns agrícoles que anaven a l'exportació. Ras i curt, l'equilibri de la balança de pagaments i la industrialització del país s'aconseguí amb el sacrifici i l'austeritat obligada dels pagesos. A més de la xarxa del ferrocarril, es desenvolupà la indústria tèxtil, la del metall (amb el descobriment de ferro i carbó a Crimea i al mar d'Azov) i la del petroli (amb les troballes de petroli a Bakú). Al final del segle xix Rússia és el primer productor mundial de petroli.

### Estats Units i Japó

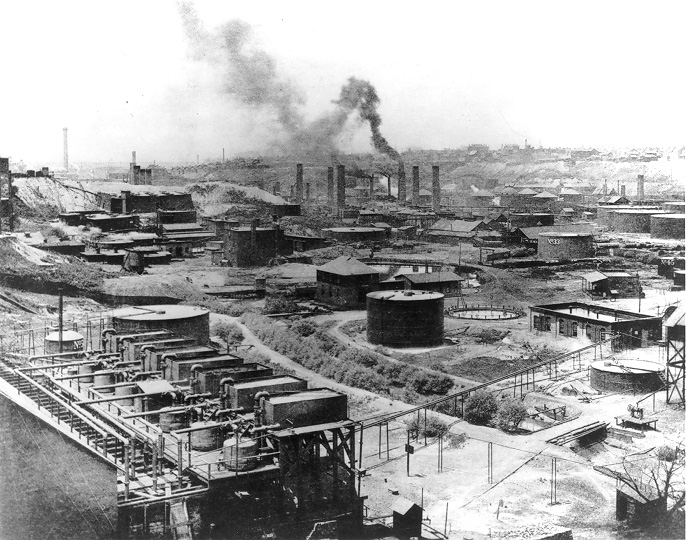
Refineria de la Standard Oil,
a Cleveland, Ohio, el 1899.

Finalment, Estats Units, Canadà i Japó s'industrialitzaren a la segona meitat del segle xix.
Els Estats Units es trobà amb tres obstacles: un domini econòmic de l'antiga metròpoli, la manca de mà d'obra, i l'absència de vies de comunicació. L'impuls decisiu a la industrialització americana foren el seu talent inventiu i la immigració europea. La industrialització començà a l'Est i el ferrocarril hi tingué un paper decisiu en l'expansió cap a l'Oest.
Al Japó, la industrialització d'un país, tradicionalment agrari, es convertí en una aspiració del govern de l'Era Meiji. El govern dirigí els seus esforços en diverses direccions: 
- creà d'indústries estratègiques, com la d'armament, a Tòquio i Osaka,
- donà prioritat al transport marítim perquè, en un país de muntanyes i moltes illes, el ferrocarril era car, i
- fomentà la indústria pesant, les mines i el tèxtil de llana i seda.

El creixement econòmic es basà en un creixement demogràfic notable; el Japó tenia 37 milions d'habitants el 1880 i el 1914 assolia els 50 milions. Els salaris eren baixos, fet que permeté l'acumulació de capital. L'Estat donà suport a totes les iniciatives industrials i els empresaris tingueren una forta tendència a la innovació. En pocs anys aparegué la concentració industrial i financera, fet que denota que el Japó fusionà la primera i la segona revolució industrial en una de sola. Nota essencial de la industrialització japonesa és el procés d'imitació d'Occident, ja que els japonesos s'esforçaren a estudiar la navegació anglesa, els mètodes administratius francesos, l'art militar i la medicina d'Alemanya i els mètodes comercials dels Estats Units. Aviat, per la seva capacitat d'observació, foren científics japonesos els qui pogueren aportar innovacions i descobriments en diferents camps com la medicina, la física, les matemàtiques, la biologia, o en armaments.

## La nova societat industrial

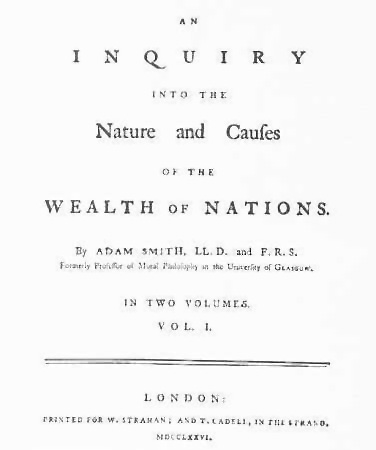
Portada de La riquesa de les nacions
d'Adam Smith (edició de 1776).

### El liberalisme i la industrialització
Al darrer terç del segle xviii, el model teòric i ideològic que sustentà la nova estructura productiva i social fou acomplerta per un grup de teòrics, entre els quals destaquen Adam Smith, David Ricardo i Thomas Robert Maltus.
El 1776, Adam Smith, en la seva obra La riquesa de les nacions, preconitzà la presència d'un estat que havia d'assegurar, d'una part, les seves prerrogatives i, de l'altra, havia de posseir funcions tutelars; no es tracta, doncs, d'un estat de mínims. Adam Smith parlà també de la divisió del treball, font d'eficiència i de destresa i, per tant, d'una major productivitat. La divisió del treball és sinònima d'especialització i d'interdependència entre els agents econòmics i, també, és un factor de generalització del mercat.
Aquest liberalisme és, doncs, en l'origen de la generalització del mercat, que ja abans existia però d'una manera marginal; i fou un factor decisiu en el procés d'industrialització. Karl Polanyi estimà que el mercat havia funcionat de manera autoregulada, és a dir, sense intervenció de l'Estat, des de 1844, data en què es consagrà el lliure mercat de la mà d'obra, fins a 1929, quan la crisi econòmica obligà l'Estat a institucionalitzar el mercat.
Adam Smith indicà els principis del liberalisme econòmic: 
- el mercat s'autoregula per la llei de l'oferta i la demanda;
- els interessos de les empreses individuals s'equilibren entre elles i així aconsegueixen els costos més baixos;
- i qualsevol intervenció estatal dificulta l'activitat econòmica.

Smith teoritzà sobre un capitalisme de lliure concurrència fonamentat en el fet que cada individu ha de posar tot el seu esforç a cercar el mitjà més oportú d'emprar, amb un avantatge més gran, el capital que pot disposar. Allò que indiscutiblement es proposa és el seu propi interès, no pas el de la societat en comú; i aquests mateixos esforços cap al seu propi benefici l'inclinen a preferir el que és més útil a la societat. És el principi de la mà invisible, metàfora que vol descriure el mecanisme pel qual un individu que pretén obtenir un benefici personal i que posa el seu esforç en aconseguir-ho, acaba estimulant l'economia de la seva comunitat; i amb aquesta acció, també acaba millorant el nivell de benestar d'aquesta, sense que això formés part de les seves pretensions inicials.

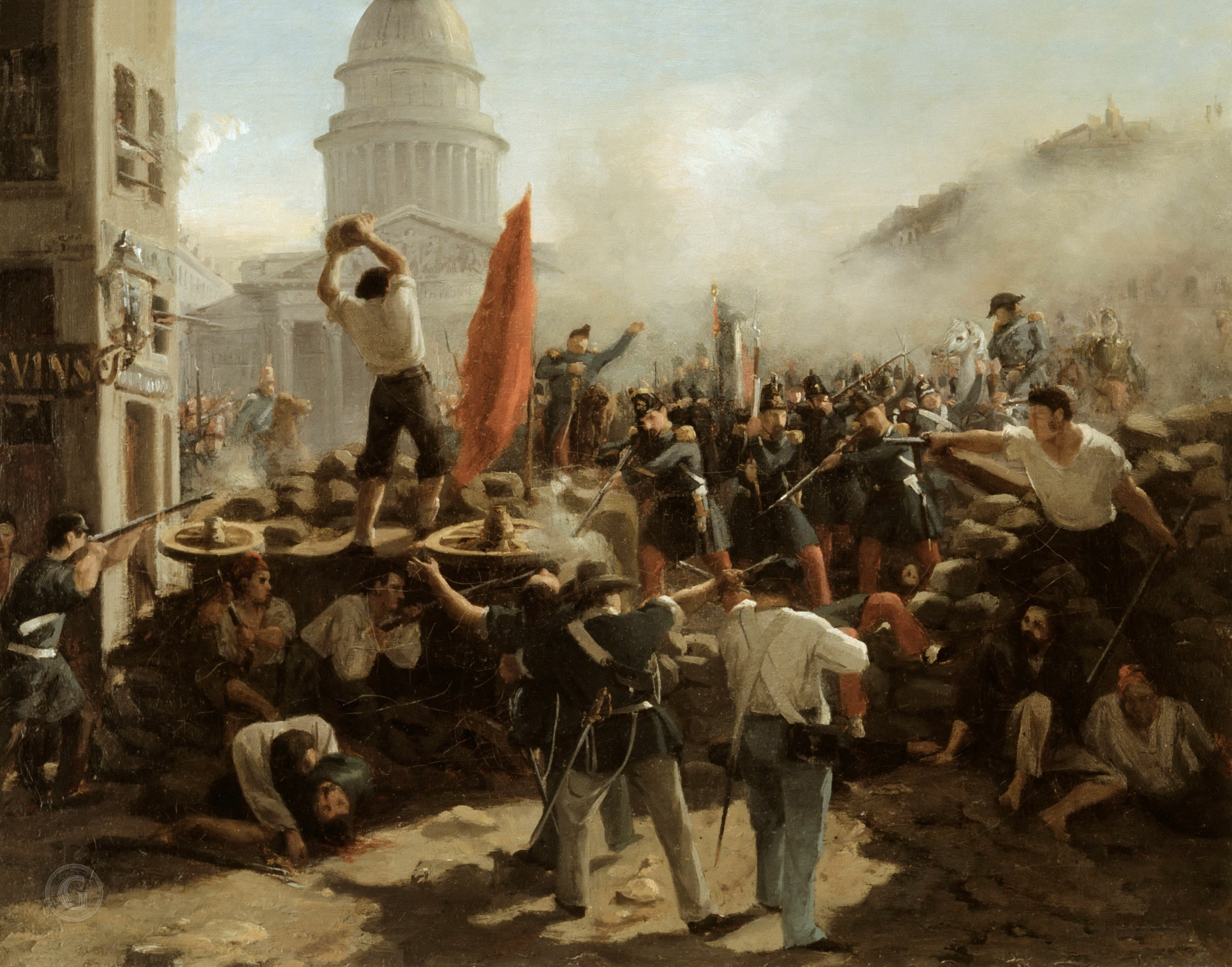
Barricade de la rue Soufflot de Vernet.
Revolta popular a París el febrer de 1848.

### Els orígens del moviment obrer
Des de la fi del segle xviii fins a les primeres dècades del segle xix foren freqüents els conflictes salarials i les primeres vagues obreres; es desenvolupà una reacció antimaquinista generalitzada per part dels obrers, que consideraven que la màquina els prenia llocs de treball; i començaren a aparèixer els primers nuclis sindicals o societats d'ajuda mútua entre els obrers d'una mateixa localitat o d'una mateixa empresa. Tanmateix, les organitzacions obreres, com a força política independent, no aparegueren fins a les revolucions europees de 1848.
Contribuïren a l'expansió organitzada del moviment obrer la difusió de les primeres idees socialistes, que en els inicis posseïa un marcat caire utòpic; per això se l'anomena socialisme utòpic. Així, gal·lès Robert Owen (1771-1858) creia que els problemes socials dels obrers es resoldrien amb la formació d'associacions de productors i de cooperatives obreres. Charles Fourier (1772-1837), francès, imaginà un estat societari ideal que havia de funcionar mitjançant associacions comunitàries domesticoagrícoles. Louis Blanc (1811-1882) propugnà un sistema d'autogestió obrera del treball a través de la construcció d'empreses socials. Finalment, Saint-Simon (1760-1825) donà importància a l'organització de la producció.
Les revolucions de 1848 modificaren sensiblement aquesta situació i posaren en relleu la necessitat d'una organització obrera a escala mundial que agrupava totes les agrupacions sindicals i sociopolítiques ja existents; alhora crearen les bases per superar les idees utòpiques, que progressivament deixaren pas a les noves idees socialistes i anarquistes.
Karl Marx (1818-1883) i Friedrich Engels (1820-1895) foren els fundadors del marxisme o socialisme científic. Per al marxisme el nou model econòmic es fonamenta en la propietat privada dels mitjans de producció i dels béns produïts. És a dir, és un sistema d'empresa privada en què la propietat és patrimoni d'una classe social, la burgesia, mentre la majoria de la població –el proletariat o classe treballadora– no té accés a aquesta propietat i només disposa de la seva pròpia força de treball que ven a canvi d'un salari. La història de la humanitat és una lluita permanent entre les classes opressores i les oprimides, conflicte o lluita de classes que ha existit al llarg de tota la història. En la societat capitalista aquesta lluita es desenvolupava entre burgesos i proletaris, i només podria culminar amb el triomf del proletariat. La victòria obrera permetria la formació d'un estat obrer -la dictadura del proletariat-, que aniria autodissolent-se fins a arribar a formar una societat sense classes ni Estat, és a dir, esdevindria una societat comunista.
Contraposat al marxisme, aparegué l'anarquisme, que atacà tota forma d'Estat i d'autoritat, com a origen de les desigualtats i injustícies socials. Pierre-Joseph Proudhon (1809-1865) proposà com una alternativa a l'Estat l'existència d'una federació de petits grups socials de productors. La seva afirmació, "la propietat privada és un robatori", arribà a ser molt popular, així com les seves crítiques a l'Estat i a les organitzacions polítiques. Mikhail Bakunin (1814-1876) sistematitzà més clarament les idees anarquistes; s'oposà a Carles Marx i elaborà un projecte de societat nova que es fonamentava en la lliure adhesió dels individus, i en el repartiment equitatiu de les riqueses en funció de les necessitats de cadascú.
Marxisme i anarquisme configuraren la construcció del moviment obrer internacional. La Primera Internacional –o Associació Internacional de Treballadors– fou fundada a Londres el 1864 sota un programa marxista. Les contínues disputes que s'originaren entre els sectors marxistes, proudhonians i sindicalistes desembocà en la seva dissolució, el 1876.
L'any 1891, els sectors marxistes constituïren a París la Segona Internacional que pretenia ser el gran Parlament obrer europeu. A les portes de la Primera Guerra Mundial agrupà 3,3 milions d'afiliats i tingué representació en diversos parlaments europeus. L'esclat de la primera guerra mundial (1914) paralitzà la seva activitat, mentre que la revolució russa configurà la segona gran divisió del moviment obrer, car els qui donaren suport a la revolució van abandonar els partits socialistes i van crear els partits comunistes.
Als inicis del segle xx, la classe obrera experimentà notables canvis: 
- més nombrosa i amb més formació política i intel·lectual, posseí poderosos sindicats obrers i partits polítics;
- passà per l'experiència de nombroses lluites i enfrontaments amb el poder;
- acumulà experiència en el poder, experiència que assolí durant la insurrecció obrera de la Comuna de París (1871);
- aconseguí que els Estats liberals burgesos, a través dels respectius governs i parlaments, aprovessin una legislació social, que millorà substancialment les males condicions de vida i de treball preexistents.

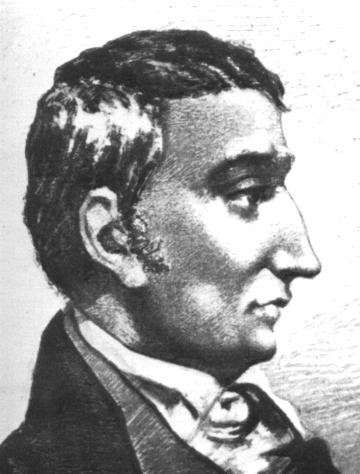
Saint-Simon
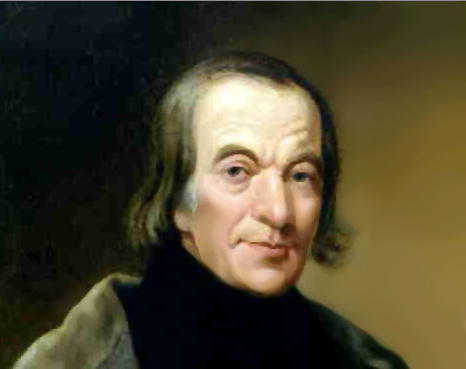
Robert Owen
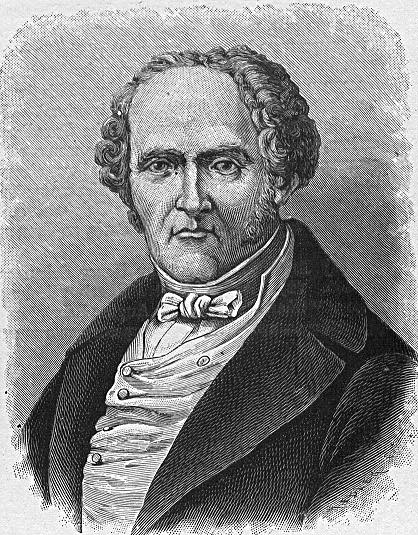
Charles Fourier
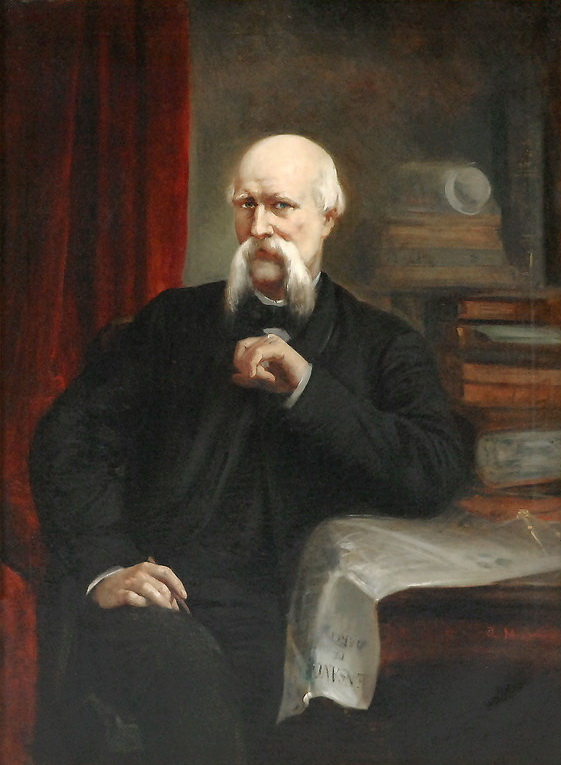
Ildefons Cerdà
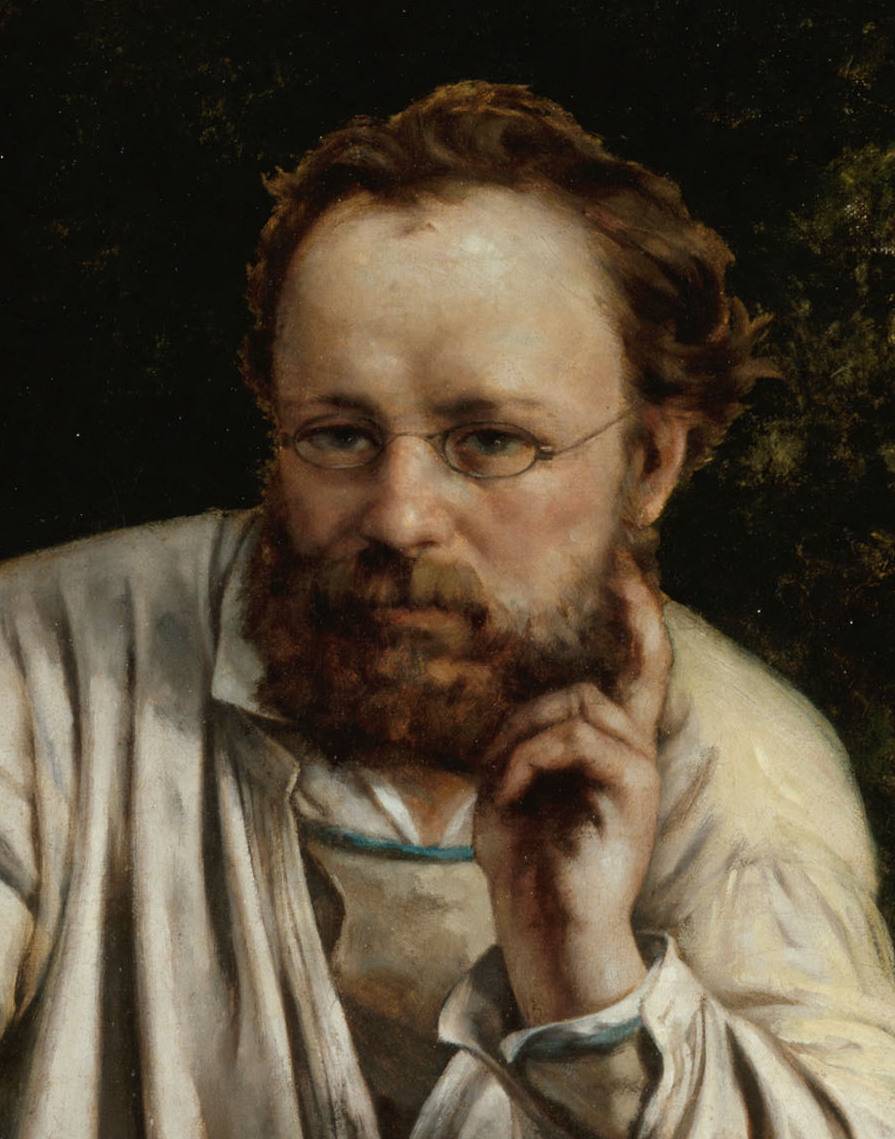
Pierre-Joseph Proudhon
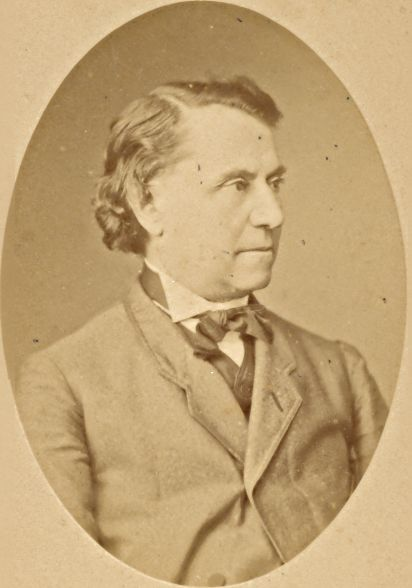
Louis Blanc
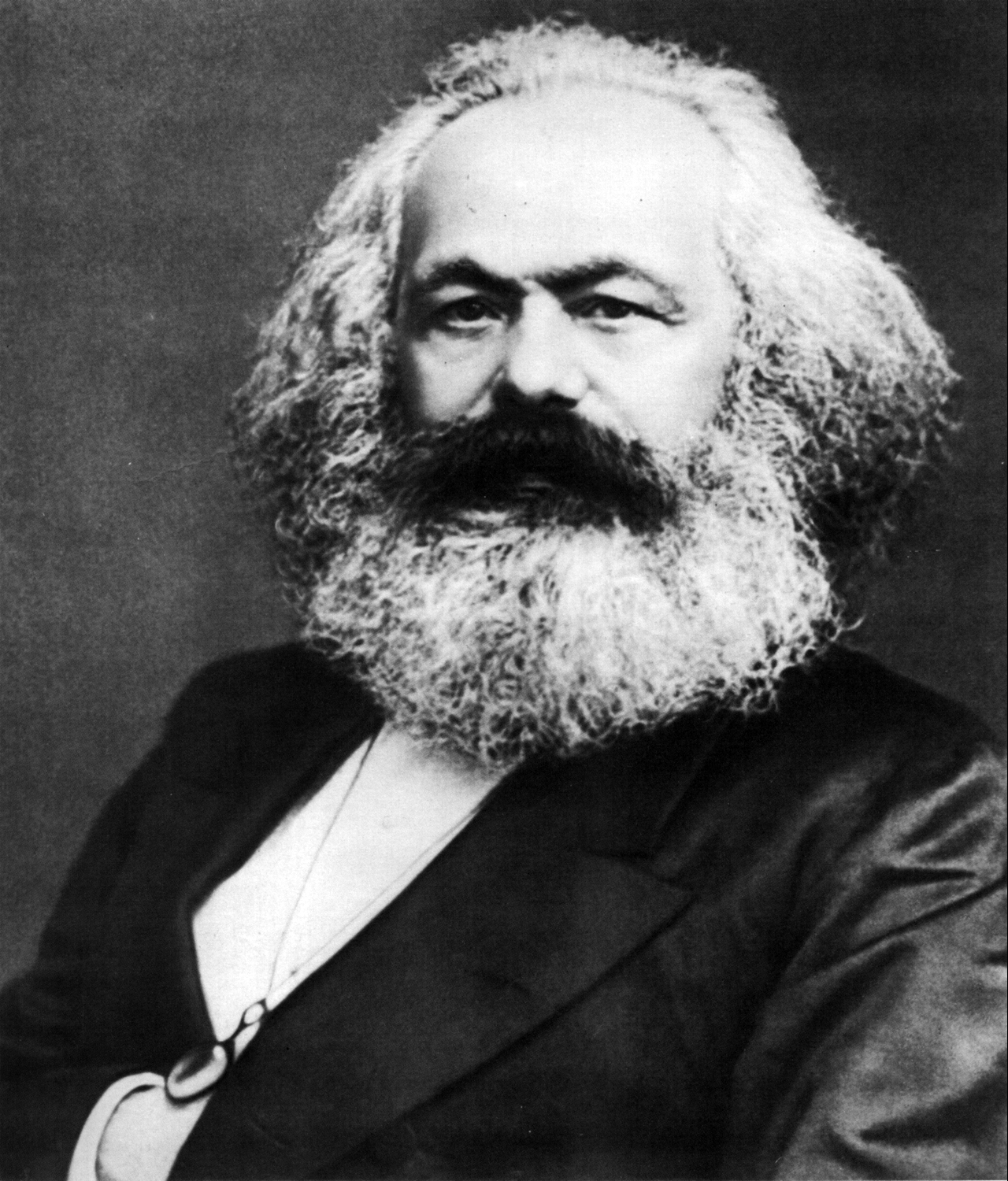
Karl Marx
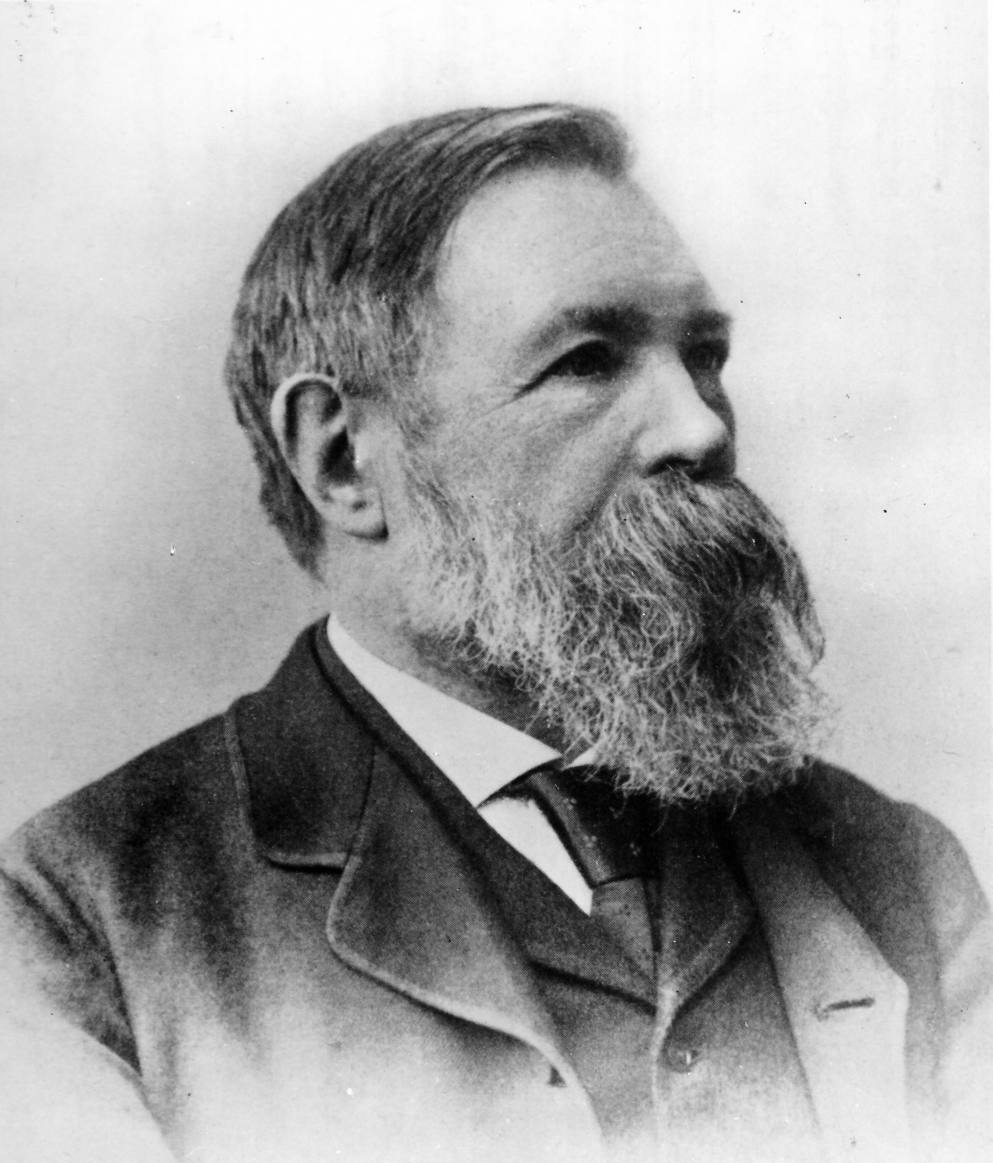
Friedrich Engels

## La segona revolució industrial (1870-1914)

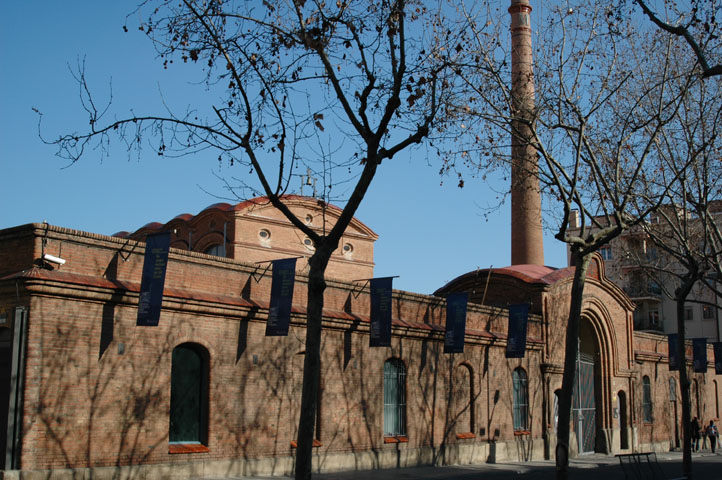
Vapor Aymerich, Amat i Jover, seu del Museu Nacional de la Ciència i de la Tècnica de Catalunya, a Terrassa. Antiga fàbrica tèxtil llanera construïda entre el 1907 i 1909.

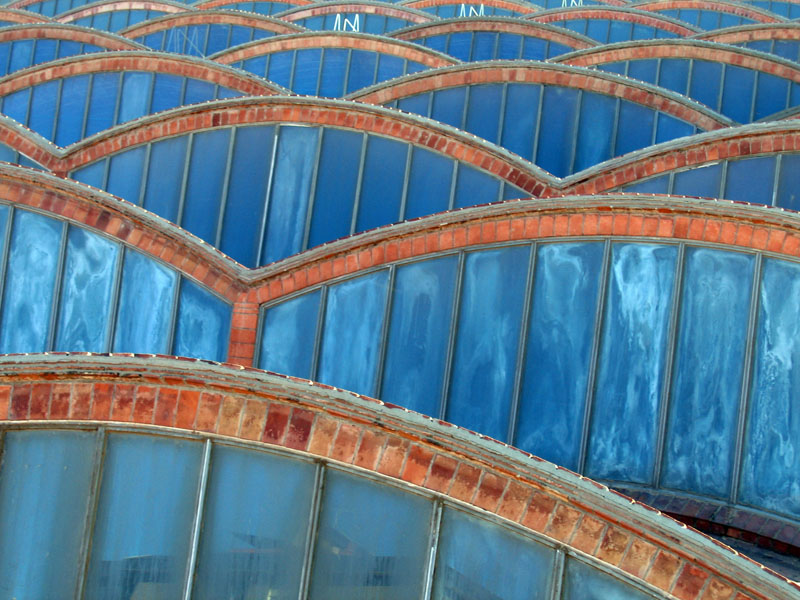
Coberta de "volta catalana" al sostre del Museu de la Ciència i la Tècnica de Catalunya (Terrassa)

L'època que va des del final del segle xix fins a la Primera Guerra Mundial es coneix com a segona revolució industrial, i es caracteritza pel gran progrés científic i tècnic, per l'aparició dels sectors elèctric i químic, la concentració empresarial i la consolidació del sistema capitalista. En aquesta nova fase d'industrialització els Estats Units d'Amèrica foren l'estat capdavanter, mentre que Catalunya va desplegar les indústries de l'electricitat, de la construcció i metal·lúrgica que es veieren afavorides per la repatriació de capitals provinents de les colònies i per l'exportació de productes vitícoles.
A manera de síntesi, els nous sectors i les principals innovacions foren:
- En el sector energètic, la segona revolució industrial, es caracteritzà per la descoberta de noves fonts d'energia. D'una banda, el petroli, que es començà a explotar el 1859 als EUA, i del qual s'obtenia gasolina i gasoil, pels motors de combustió interna i per l'automoció; de l'altra, l'electricitat, que es començà a utilitzar, entre altres llocs, en les indústries, en l'enllumenat públic i en les comunicacions. La indústria química es desenvolupà a mitjans del segle xix i feu possible la producció de nous materials com explosius, fertilitzants i tints.

- Diversos indicadors de l'alt nivell tecnològic assolit per la indústria foren els nous aliatges i noves tècniques per aconseguir metalls més purs, que contribuïren al desenvolupament de la indústria siderometal·lúrgica. S'arribà a produir acer més barat i més pur, a generar acer inoxidable i a utilitzar l'alumini.

- En els transports, s'estengué la xarxa de vies fèrries que feren possible una ràpida distribució de les primeres matèries i dels béns produïts, alhora que contribuïren a obrir nous mercats, cada vegada més llunyans. Els antics clípers, els vaixells ràpids de vela usats per al transport de béns colonials, foren substituïts per vaixells de vapor, mentre l'obertura dels canals de Suez i de Panamà aconseguiren que el comerç marítim fou molt més ràpid.

- Al llarg del segle xx, altres invents com la càmera fotogràfica, la màquina d'escriure, el telègraf, el telèfon o l'automòbil, arribaren a ser accessibles a molts usuaris i contribuïren a consolidar la percepció de viure en una nova època.

Aquest alt nivell tecnològic assolit estimulà un gran augment de la producció industrial i un ràpid procés de concentració empresarial que va menar a la creació de monopolis, trust o càrtel. Paral·lelament es produí una concentració bancària, ja que els bancs passaren a monopolitzar el capital monetari. Les conseqüències del procés de concentració industrial i bancari modificaren el capitalisme de lliure competència, generaren un increment dels beneficis que, de retruc, representaren la progressiva internacionalització del capitalisme. D'aquesta manera, s'inicià un moviment que cercava nous mercats on poder invertir capitals i productes manufacturats i d'on poder extreure primeres matèries. Aquest fenomen produí una onada colonitzadora centrada fonamentalment en els continents africà i asiàtic.

## La tercera revolució industrial (1960 -)
La tercera revolució industrial, també coneguda com a revolució digital va suposar l'adopció de dispositius digitals enlloc de dispositius analògics i mecànics. És també quan apareixen els primers robots industrials, màquines de control numèric, etc. Amb la generalització d'Internet, apareix la digitalització de processos industrials i la comunicació digital entre empreses. També apareix la globalització fent un mercat global comú entre països.

## La quarta revolució industrial
La quarta revolució industrial correspon a una nova manera d'organitzar els mitjans de producció gràcies a les noves tecnologies per obtenir les esmentades fàbriques intel·ligents (smart factories), capaces d'adaptar-se a les necessitats del moment.